# فهرست سیارک‌ها (۱۳۹۰۰۱–۱۴۰۰۰۱)
فهرست سیارک‌ها (۱۳۹۰۰۱ - ۱۴۰۰۰۱) فهرست سیارک‌ها از ۱۳۹۰۰۱ تا ۱۴۰۰۰۱ است.
| نام    | نام انگلیسی | تاریخ کشف       |
| ------ | ----------- | --------------- |
| ۱۳۹۰۰۱ | 2001 DS30   | ۱۷ فوریه ۲۰۰۱   |
| ۱۳۹۰۰۲ | 2001 DL31   | ۱۷ فوریه ۲۰۰۱   |
| ۱۳۹۰۰۳ | 2001 DE34   | ۱۷ فوریه ۲۰۰۱   |
| ۱۳۹۰۰۴ | 2001 DN35   | ۱۹ فوریه ۲۰۰۱   |
| ۱۳۹۰۰۵ | 2001 DF36   | ۱۹ فوریه ۲۰۰۱   |
| ۱۳۹۰۰۶ | 2001 DF37   | ۱۹ فوریه ۲۰۰۱   |
| ۱۳۹۰۰۷ | 2001 DD41   | ۱۹ فوریه ۲۰۰۱   |
| ۱۳۹۰۰۸ | 2001 DZ41   | ۱۹ فوریه ۲۰۰۱   |
| ۱۳۹۰۰۹ | 2001 DH42   | ۱۹ فوریه ۲۰۰۱   |
| ۱۳۹۰۱۰ | 2001 DA45   | ۱۹ فوریه ۲۰۰۱   |
| ۱۳۹۰۱۱ | 2001 DC45   | ۱۹ فوریه ۲۰۰۱   |
| ۱۳۹۰۱۲ | 2001 DH45   | ۱۹ فوریه ۲۰۰۱   |
| ۱۳۹۰۱۳ | 2001 DD46   | ۱۹ فوریه ۲۰۰۱   |
| ۱۳۹۰۱۴ | 2001 DG46   | ۱۹ فوریه ۲۰۰۱   |
| ۱۳۹۰۱۵ | 2001 DR57   | ۱۷ فوریه ۲۰۰۱   |
| ۱۳۹۰۱۶ | 2001 DU58   | ۱۹ فوریه ۲۰۰۱   |
| ۱۳۹۰۱۷ | 2001 DQ59   | ۱۷ فوریه ۲۰۰۱   |
| ۱۳۹۰۱۸ | 2001 DF60   | ۱۹ فوریه ۲۰۰۱   |
| ۱۳۹۰۱۹ | 2001 DK61   | ۱۹ فوریه ۲۰۰۱   |
| ۱۳۹۰۲۰ | 2001 DD64   | ۱۹ فوریه ۲۰۰۱   |
| ۱۳۹۰۲۱ | 2001 DE64   | ۱۹ فوریه ۲۰۰۱   |
| ۱۳۹۰۲۲ | 2001 DL64   | ۱۹ فوریه ۲۰۰۱   |
| ۱۳۹۰۲۳ | 2001 DU65   | ۱۹ فوریه ۲۰۰۱   |
| ۱۳۹۰۲۴ | 2001 DF71   | ۱۹ فوریه ۲۰۰۱   |
| ۱۳۹۰۲۵ | 2001 DR71   | ۱۹ فوریه ۲۰۰۱   |
| ۱۳۹۰۲۶ | 2001 DB75   | ۲۰ فوریه ۲۰۰۱   |
| ۱۳۹۰۲۷ | 2001 DS83   | ۲۳ فوریه ۲۰۰۱   |
| ۱۳۹۰۲۸ | Haynald     | ۲۸ فوریه ۲۰۰۱   |
| ۱۳۹۰۲۹ | 2001 DO91   | ۲۰ فوریه ۲۰۰۱   |
| ۱۳۹۰۳۰ | 2001 DE98   | ۱۷ فوریه ۲۰۰۱   |
| ۱۳۹۰۳۱ | 2001 DL102  | ۱۶ فوریه ۲۰۰۱   |
| ۱۳۹۰۳۲ | 2001 DY102  | ۱۶ فوریه ۲۰۰۱   |
| ۱۳۹۰۳۳ | 2001 DO103  | ۱۶ فوریه ۲۰۰۱   |
| ۱۳۹۰۳۴ | 2001 DZ103  | ۱۶ فوریه ۲۰۰۱   |
| ۱۳۹۰۳۵ | 2001 DF105  | ۱۶ فوریه ۲۰۰۱   |
| ۱۳۹۰۳۶ | 2001 DG105  | ۱۶ فوریه ۲۰۰۱   |
| ۱۳۹۰۳۷ | 2001 DK105  | ۱۶ فوریه ۲۰۰۱   |
| ۱۳۹۰۳۸ | 2001 ED2    | ۱ مارس ۲۰۰۱     |
| ۱۳۹۰۳۹ | 2001 EP3    | ۲ مارس ۲۰۰۱     |
| ۱۳۹۰۴۰ | 2001 EV5    | ۲ مارس ۲۰۰۱     |
| ۱۳۹۰۴۱ | 2001 EG6    | ۲ مارس ۲۰۰۱     |
| ۱۳۹۰۴۲ | 2001 EK6    | ۲ مارس ۲۰۰۱     |
| ۱۳۹۰۴۳ | 2001 ER6    | ۲ مارس ۲۰۰۱     |
| ۱۳۹۰۴۴ | 2001 EK7    | ۲ مارس ۲۰۰۱     |
| ۱۳۹۰۴۵ | 2001 EQ9    | ۲ مارس ۲۰۰۱     |
| ۱۳۹۰۴۶ | 2001 EE13   | ۱۴ مارس ۲۰۰۱    |
| ۱۳۹۰۴۷ | 2001 EB16   | ۱۴ مارس ۲۰۰۱    |
| ۱۳۹۰۴۸ | 2001 EO20   | ۱۵ مارس ۲۰۰۱    |
| ۱۳۹۰۴۹ | 2001 EH21   | ۱۵ مارس ۲۰۰۱    |
| ۱۳۹۰۵۰ | 2001 EA22   | ۱۵ مارس ۲۰۰۱    |
| ۱۳۹۰۵۱ | 2001 EJ23   | ۱۵ مارس ۲۰۰۱    |
| ۱۳۹۰۵۲ | 2001 EG26   | ۲ مارس ۲۰۰۱     |
| ۱۳۹۰۵۳ | 2001 EP26   | ۲ مارس ۲۰۰۱     |
| ۱۳۹۰۵۴ | 2001 EJ27   | ۲ مارس ۲۰۰۱     |
| ۱۳۹۰۵۴ | 2001 FT     | ۱۶ مارس ۲۰۰۱    |
| ۱۳۹۰۵۴ | 2001 FY     | ۱۶ مارس ۲۰۰۱    |
| ۱۳۹۰۵۷ | 2001 FB1    | ۱۶ مارس ۲۰۰۱    |
| ۱۳۹۰۵۸ | 2001 FB2    | ۱۶ مارس ۲۰۰۱    |
| ۱۳۹۰۵۹ | 2001 FQ2    | ۱۸ مارس ۲۰۰۱    |
| ۱۳۹۰۶۰ | 2001 FD3    | ۱۸ مارس ۲۰۰۱    |
| ۱۳۹۰۶۱ | 2001 FF3    | ۱۸ مارس ۲۰۰۱    |
| ۱۳۹۰۶۲ | 2001 FD4    | ۱۹ مارس ۲۰۰۱    |
| ۱۳۹۰۶۳ | 2001 FJ5    | ۱۸ مارس ۲۰۰۱    |
| ۱۳۹۰۶۴ | 2001 FK5    | ۱۸ مارس ۲۰۰۱    |
| ۱۳۹۰۶۵ | 2001 FJ7    | ۱۹ مارس ۲۰۰۱    |
| ۱۳۹۰۶۶ | 2001 FY8    | ۱۹ مارس ۲۰۰۱    |
| ۱۳۹۰۶۷ | 2001 FC9    | ۲۰ مارس ۲۰۰۱    |
| ۱۳۹۰۶۸ | 2001 FG10   | ۱۹ مارس ۲۰۰۱    |
| ۱۳۹۰۶۹ | 2001 FJ11   | ۱۹ مارس ۲۰۰۱    |
| ۱۳۹۰۷۰ | 2001 FL11   | ۱۹ مارس ۲۰۰۱    |
| ۱۳۹۰۷۱ | 2001 FA12   | ۱۹ مارس ۲۰۰۱    |
| ۱۳۹۰۷۲ | 2001 FL12   | ۱۹ مارس ۲۰۰۱    |
| ۱۳۹۰۷۳ | 2001 FP13   | ۱۹ مارس ۲۰۰۱    |
| ۱۳۹۰۷۴ | 2001 FR13   | ۱۹ مارس ۲۰۰۱    |
| ۱۳۹۰۷۵ | 2001 FT13   | ۱۹ مارس ۲۰۰۱    |
| ۱۳۹۰۷۶ | 2001 FX13   | ۱۹ مارس ۲۰۰۱    |
| ۱۳۹۰۷۷ | 2001 FM14   | ۱۹ مارس ۲۰۰۱    |
| ۱۳۹۰۷۸ | 2001 FN14   | ۱۹ مارس ۲۰۰۱    |
| ۱۳۹۰۷۹ | 2001 FR15   | ۱۹ مارس ۲۰۰۱    |
| ۱۳۹۰۸۰ | 2001 FP16   | ۱۹ مارس ۲۰۰۱    |
| ۱۳۹۰۸۱ | 2001 FU16   | ۱۹ مارس ۲۰۰۱    |
| ۱۳۹۰۸۲ | 2001 FD18   | ۱۹ مارس ۲۰۰۱    |
| ۱۳۹۰۸۳ | 2001 FZ19   | ۱۹ مارس ۲۰۰۱    |
| ۱۳۹۰۸۴ | 2001 FY22   | ۲۱ مارس ۲۰۰۱    |
| ۱۳۹۰۸۵ | 2001 FE25   | ۱۸ مارس ۲۰۰۱    |
| ۱۳۹۰۸۶ | 2001 FL25   | ۱۸ مارس ۲۰۰۱    |
| ۱۳۹۰۸۷ | 2001 FW26   | ۱۸ مارس ۲۰۰۱    |
| ۱۳۹۰۸۸ | 2001 FD28   | ۱۹ مارس ۲۰۰۱    |
| ۱۳۹۰۸۹ | 2001 FS28   | ۱۹ مارس ۲۰۰۱    |
| ۱۳۹۰۹۰ | 2001 FE29   | ۱۹ مارس ۲۰۰۱    |
| ۱۳۹۰۹۱ | 2001 FT30   | ۲۱ مارس ۲۰۰۱    |
| ۱۳۹۰۹۲ | 2001 FU32   | ۲۰ مارس ۲۰۰۱    |
| ۱۳۹۰۹۳ | 2001 FC34   | ۱۸ مارس ۲۰۰۱    |
| ۱۳۹۰۹۴ | 2001 FK34   | ۱۸ مارس ۲۰۰۱    |
| ۱۳۹۰۹۵ | 2001 FR34   | ۱۸ مارس ۲۰۰۱    |
| ۱۳۹۰۹۶ | 2001 FS34   | ۱۸ مارس ۲۰۰۱    |
| ۱۳۹۰۹۷ | 2001 FZ34   | ۱۸ مارس ۲۰۰۱    |
| ۱۳۹۰۹۸ | 2001 FP36   | ۱۸ مارس ۲۰۰۱    |
| ۱۳۹۰۹۹ | 2001 FK38   | ۱۸ مارس ۲۰۰۱    |
| ۱۳۹۱۰۰ | 2001 FW39   | ۱۸ مارس ۲۰۰۱    |
| ۱۳۹۱۰۱ | 2001 FH41   | ۱۸ مارس ۲۰۰۱    |
| ۱۳۹۱۰۲ | 2001 FT42   | ۱۸ مارس ۲۰۰۱    |
| ۱۳۹۱۰۳ | 2001 FW42   | ۱۸ مارس ۲۰۰۱    |
| ۱۳۹۱۰۴ | 2001 FH44   | ۱۸ مارس ۲۰۰۱    |
| ۱۳۹۱۰۵ | 2001 FX46   | ۱۸ مارس ۲۰۰۱    |
| ۱۳۹۱۰۶ | 2001 FC47   | ۱۸ مارس ۲۰۰۱    |
| ۱۳۹۱۰۷ | 2001 FL47   | ۱۸ مارس ۲۰۰۱    |
| ۱۳۹۱۰۸ | 2001 FA50   | ۱۸ مارس ۲۰۰۱    |
| ۱۳۹۱۰۹ | 2001 FV50   | ۱۸ مارس ۲۰۰۱    |
| ۱۳۹۱۱۰ | 2001 FJ51   | ۱۸ مارس ۲۰۰۱    |
| ۱۳۹۱۱۱ | 2001 FP53   | ۱۸ مارس ۲۰۰۱    |
| ۱۳۹۱۱۲ | 2001 FZ53   | ۱۸ مارس ۲۰۰۱    |
| ۱۳۹۱۱۳ | 2001 FA55   | ۱۹ مارس ۲۰۰۱    |
| ۱۳۹۱۱۴ | 2001 FH57   | ۲۱ مارس ۲۰۰۱    |
| ۱۳۹۱۱۵ | 2001 FU59   | ۱۹ مارس ۲۰۰۱    |
| ۱۳۹۱۱۶ | 2001 FB60   | ۱۹ مارس ۲۰۰۱    |
| ۱۳۹۱۱۷ | 2001 FD60   | ۱۹ مارس ۲۰۰۱    |
| ۱۳۹۱۱۸ | 2001 FZ60   | ۱۹ مارس ۲۰۰۱    |
| ۱۳۹۱۱۹ | 2001 FJ61   | ۱۹ مارس ۲۰۰۱    |
| ۱۳۹۱۲۰ | 2001 FY61   | ۱۹ مارس ۲۰۰۱    |
| ۱۳۹۱۲۱ | 2001 FU62   | ۱۹ مارس ۲۰۰۱    |
| ۱۳۹۱۲۲ | 2001 FT63   | ۱۹ مارس ۲۰۰۱    |
| ۱۳۹۱۲۳ | 2001 FD64   | ۱۹ مارس ۲۰۰۱    |
| ۱۳۹۱۲۴ | 2001 FY64   | ۱۹ مارس ۲۰۰۱    |
| ۱۳۹۱۲۵ | 2001 FE65   | ۱۹ مارس ۲۰۰۱    |
| ۱۳۹۱۲۶ | 2001 FX68   | ۱۹ مارس ۲۰۰۱    |
| ۱۳۹۱۲۷ | 2001 FK69   | ۱۹ مارس ۲۰۰۱    |
| ۱۳۹۱۲۸ | 2001 FZ69   | ۱۹ مارس ۲۰۰۱    |
| ۱۳۹۱۲۹ | 2001 FA71   | ۱۹ مارس ۲۰۰۱    |
| ۱۳۹۱۳۰ | 2001 FF71   | ۱۹ مارس ۲۰۰۱    |
| ۱۳۹۱۳۱ | 2001 FB72   | ۱۹ مارس ۲۰۰۱    |
| ۱۳۹۱۳۲ | 2001 FQ72   | ۱۹ مارس ۲۰۰۱    |
| ۱۳۹۱۳۳ | 2001 FR74   | ۱۹ مارس ۲۰۰۱    |
| ۱۳۹۱۳۴ | 2001 FJ76   | ۱۹ مارس ۲۰۰۱    |
| ۱۳۹۱۳۵ | 2001 FK76   | ۱۹ مارس ۲۰۰۱    |
| ۱۳۹۱۳۶ | 2001 FZ78   | ۱۹ مارس ۲۰۰۱    |
| ۱۳۹۱۳۷ | 2001 FP81   | ۲۳ مارس ۲۰۰۱    |
| ۱۳۹۱۳۸ | 2001 FM83   | ۲۶ مارس ۲۰۰۱    |
| ۱۳۹۱۳۹ | 2001 FF84   | ۲۶ مارس ۲۰۰۱    |
| ۱۳۹۱۴۰ | 2001 FC87   | ۲۱ مارس ۲۰۰۱    |
| ۱۳۹۱۴۱ | 2001 FF87   | ۲۱ مارس ۲۰۰۱    |
| ۱۳۹۱۴۲ | 2001 FP88   | ۲۶ مارس ۲۰۰۱    |
| ۱۳۹۱۴۳ | 2001 FM91   | ۲۷ مارس ۲۰۰۱    |
| ۱۳۹۱۴۴ | 2001 FD92   | ۱۶ مارس ۲۰۰۱    |
| ۱۳۹۱۴۵ | 2001 FG92   | ۱۶ مارس ۲۰۰۱    |
| ۱۳۹۱۴۶ | 2001 FW92   | ۱۶ مارس ۲۰۰۱    |
| ۱۳۹۱۴۷ | 2001 FF94   | ۱۶ مارس ۲۰۰۱    |
| ۱۳۹۱۴۸ | 2001 FL94   | ۱۶ مارس ۲۰۰۱    |
| ۱۳۹۱۴۹ | 2001 FQ94   | ۱۶ مارس ۲۰۰۱    |
| ۱۳۹۱۵۰ | 2001 FN95   | ۱۶ مارس ۲۰۰۱    |
| ۱۳۹۱۵۱ | 2001 FO98   | ۱۶ مارس ۲۰۰۱    |
| ۱۳۹۱۵۲ | 2001 FA99   | ۱۶ مارس ۲۰۰۱    |
| ۱۳۹۱۵۳ | 2001 FW101  | ۱۷ مارس ۲۰۰۱    |
| ۱۳۹۱۵۴ | 2001 FB105  | ۱۸ مارس ۲۰۰۱    |
| ۱۳۹۱۵۵ | 2001 FO105  | ۱۸ مارس ۲۰۰۱    |
| ۱۳۹۱۵۶ | 2001 FP106  | ۱۸ مارس ۲۰۰۱    |
| ۱۳۹۱۵۷ | 2001 FS107  | ۱۸ مارس ۲۰۰۱    |
| ۱۳۹۱۵۸ | 2001 FE108  | ۱۸ مارس ۲۰۰۱    |
| ۱۳۹۱۵۹ | 2001 FM109  | ۱۸ مارس ۲۰۰۱    |
| ۱۳۹۱۶۰ | 2001 FX111  | ۱۸ مارس ۲۰۰۱    |
| ۱۳۹۱۶۱ | 2001 FW112  | ۱۸ مارس ۲۰۰۱    |
| ۱۳۹۱۶۲ | 2001 FU113  | ۱۹ مارس ۲۰۰۱    |
| ۱۳۹۱۶۳ | 2001 FW113  | ۱۹ مارس ۲۰۰۱    |
| ۱۳۹۱۶۴ | 2001 FL114  | ۱۹ مارس ۲۰۰۱    |
| ۱۳۹۱۶۵ | 2001 FC115  | ۱۹ مارس ۲۰۰۱    |
| ۱۳۹۱۶۶ | 2001 FH118  | ۲۰ مارس ۲۰۰۱    |
| ۱۳۹۱۶۷ | 2001 FQ122  | ۲۳ مارس ۲۰۰۱    |
| ۱۳۹۱۶۸ | 2001 FN123  | ۲۳ مارس ۲۰۰۱    |
| ۱۳۹۱۶۹ | 2001 FH124  | ۲۴ مارس ۲۰۰۱    |
| ۱۳۹۱۷۰ | 2001 FU126  | ۲۶ مارس ۲۰۰۱    |
| ۱۳۹۱۷۱ | 2001 FY126  | ۲۶ مارس ۲۰۰۱    |
| ۱۳۹۱۷۲ | 2001 FQ129  | ۲۶ مارس ۲۰۰۱    |
| ۱۳۹۱۷۳ | 2001 FW129  | ۲۹ مارس ۲۰۰۱    |
| ۱۳۹۱۷۴ | 2001 FS131  | ۲۰ مارس ۲۰۰۱    |
| ۱۳۹۱۷۵ | 2001 FN132  | ۲۰ مارس ۲۰۰۱    |
| ۱۳۹۱۷۶ | 2001 FG133  | ۲۰ مارس ۲۰۰۱    |
| ۱۳۹۱۷۷ | 2001 FQ137  | ۲۱ مارس ۲۰۰۱    |
| ۱۳۹۱۷۸ | 2001 FR137  | ۲۱ مارس ۲۰۰۱    |
| ۱۳۹۱۷۹ | 2001 FT137  | ۲۱ مارس ۲۰۰۱    |
| ۱۳۹۱۸۰ | 2001 FU137  | ۲۱ مارس ۲۰۰۱    |
| ۱۳۹۱۸۱ | 2001 FB138  | ۲۱ مارس ۲۰۰۱    |
| ۱۳۹۱۸۲ | 2001 FC138  | ۲۱ مارس ۲۰۰۱    |
| ۱۳۹۱۸۳ | 2001 FY140  | ۲۲ مارس ۲۰۰۱    |
| ۱۳۹۱۸۴ | 2001 FU143  | ۲۳ مارس ۲۰۰۱    |
| ۱۳۹۱۸۵ | 2001 FH144  | ۲۳ مارس ۲۰۰۱    |
| ۱۳۹۱۸۶ | 2001 FR144  | ۲۳ مارس ۲۰۰۱    |
| ۱۳۹۱۸۷ | 2001 FE147  | ۲۴ مارس ۲۰۰۱    |
| ۱۳۹۱۸۸ | 2001 FO149  | ۲۴ مارس ۲۰۰۱    |
| ۱۳۹۱۸۹ | 2001 FW149  | ۲۴ مارس ۲۰۰۱    |
| ۱۳۹۱۹۰ | 2001 FM151  | ۲۴ مارس ۲۰۰۱    |
| ۱۳۹۱۹۱ | 2001 FG152  | ۲۶ مارس ۲۰۰۱    |
| ۱۳۹۱۹۲ | 2001 FC153  | ۲۶ مارس ۲۰۰۱    |
| ۱۳۹۱۹۳ | 2001 FV156  | ۲۶ مارس ۲۰۰۱    |
| ۱۳۹۱۹۴ | 2001 FB157  | ۲۷ مارس ۲۰۰۱    |
| ۱۳۹۱۹۵ | 2001 FT158  | ۲۷ مارس ۲۰۰۱    |
| ۱۳۹۱۹۶ | 2001 FJ161  | ۲۹ مارس ۲۰۰۱    |
| ۱۳۹۱۹۷ | 2001 FR161  | ۳۰ مارس ۲۰۰۱    |
| ۱۳۹۱۹۸ | 2001 FP162  | ۳۱ مارس ۲۰۰۱    |
| ۱۳۹۱۹۹ | 2001 FV163  | ۱۸ مارس ۲۰۰۱    |
| ۱۳۹۲۰۰ | 2001 FZ164  | ۱۸ مارس ۲۰۰۱    |
| ۱۳۹۲۰۱ | 2001 FC166  | ۱۹ مارس ۲۰۰۱    |
| ۱۳۹۲۰۲ | 2001 FQ166  | ۱۹ مارس ۲۰۰۱    |
| ۱۳۹۲۰۳ | 2001 FE167  | ۱۹ مارس ۲۰۰۱    |
| ۱۳۹۲۰۴ | 2001 FQ169  | ۲۳ مارس ۲۰۰۱    |
| ۱۳۹۲۰۵ | 2001 FA175  | ۲۰ مارس ۲۰۰۱    |
| ۱۳۹۲۰۶ | 2001 FE176  | ۱۶ مارس ۲۰۰۱    |
| ۱۳۹۲۰۷ | 2001 FW179  | ۲۰ مارس ۲۰۰۱    |
| ۱۳۹۲۰۸ | 2001 FW191  | ۲۲ مارس ۲۰۰۱    |
| ۱۳۹۲۰۹ | 2001 FB195  | ۲۰ مارس ۲۰۰۱    |
| ۱۳۹۲۰۹ | 2001 GJ     | ۱ آوریل ۲۰۰۱    |
| ۱۳۹۲۱۱ | 2001 GN2    | ۱۲ آوریل ۲۰۰۱   |
| ۱۳۹۲۱۲ | 2001 GE3    | ۱۴ آوریل ۲۰۰۱   |
| ۱۳۹۲۱۳ | 2001 GH7    | ۱۵ آوریل ۲۰۰۱   |
| ۱۳۹۲۱۴ | 2001 GS7    | ۱۵ آوریل ۲۰۰۱   |
| ۱۳۹۲۱۵ | 2001 GQ9    | ۱۵ آوریل ۲۰۰۱   |
| ۱۳۹۲۱۶ | 2001 GB10   | ۱۵ آوریل ۲۰۰۱   |
| ۱۳۹۲۱۷ | 2001 GW10   | ۱۵ آوریل ۲۰۰۱   |
| ۱۳۹۲۱۸ | 2001 GP11   | ۱ آوریل ۲۰۰۱    |
| ۱۳۹۲۱۸ | 2001 HF     | ۱۶ آوریل ۲۰۰۱   |
| ۱۳۹۲۲۰ | 2001 HA1    | ۱۶ آوریل ۲۰۰۱   |
| ۱۳۹۲۲۱ | 2001 HL1    | ۱۷ آوریل ۲۰۰۱   |
| ۱۳۹۲۲۲ | 2001 HL4    | ۱۷ آوریل ۲۰۰۱   |
| ۱۳۹۲۲۳ | 2001 HB5    | ۱۶ آوریل ۲۰۰۱   |
| ۱۳۹۲۲۴ | 2001 HN5    | ۱۸ آوریل ۲۰۰۱   |
| ۱۳۹۲۲۵ | 2001 HE6    | ۱۸ آوریل ۲۰۰۱   |
| ۱۳۹۲۲۶ | 2001 HF6    | ۱۸ آوریل ۲۰۰۱   |
| ۱۳۹۲۲۷ | 2001 HC7    | ۱۸ آوریل ۲۰۰۱   |
| ۱۳۹۲۲۸ | 2001 HM11   | ۱۸ آوریل ۲۰۰۱   |
| ۱۳۹۲۲۹ | 2001 HU13   | ۲۱ آوریل ۲۰۰۱   |
| ۱۳۹۲۳۰ | 2001 HR16   | ۲۵ آوریل ۲۰۰۱   |
| ۱۳۹۲۳۱ | 2001 HW16   | ۲۲ آوریل ۲۰۰۱   |
| ۱۳۹۲۳۲ | 2001 HO17   | ۲۴ آوریل ۲۰۰۱   |
| ۱۳۹۲۳۳ | 2001 HT18   | ۲۵ آوریل ۲۰۰۱   |
| ۱۳۹۲۳۴ | 2001 HT19   | ۲۴ آوریل ۲۰۰۱   |
| ۱۳۹۲۳۵ | 2001 HY20   | ۲۳ آوریل ۲۰۰۱   |
| ۱۳۹۲۳۶ | 2001 HZ20   | ۲۳ آوریل ۲۰۰۱   |
| ۱۳۹۲۳۷ | 2001 HH22   | ۲۴ آوریل ۲۰۰۱   |
| ۱۳۹۲۳۸ | 2001 HP22   | ۲۵ آوریل ۲۰۰۱   |
| ۱۳۹۲۳۹ | 2001 HL23   | ۲۳ آوریل ۲۰۰۱   |
| ۱۳۹۲۴۰ | 2001 HQ27   | ۲۷ آوریل ۲۰۰۱   |
| ۱۳۹۲۴۱ | 2001 HT27   | ۲۷ آوریل ۲۰۰۱   |
| ۱۳۹۲۴۲ | 2001 HA29   | ۲۷ آوریل ۲۰۰۱   |
| ۱۳۹۲۴۳ | 2001 HH29   | ۲۷ آوریل ۲۰۰۱   |
| ۱۳۹۲۴۴ | 2001 HM30   | ۲۴ آوریل ۲۰۰۱   |
| ۱۳۹۲۴۵ | 2001 HS30   | ۲۶ آوریل ۲۰۰۱   |
| ۱۳۹۲۴۶ | 2001 HQ32   | ۲۳ آوریل ۲۰۰۱   |
| ۱۳۹۲۴۷ | 2001 HU32   | ۲۳ آوریل ۲۰۰۱   |
| ۱۳۹۲۴۸ | 2001 HA33   | ۲۷ آوریل ۲۰۰۱   |
| ۱۳۹۲۴۹ | 2001 HR33   | ۲۷ آوریل ۲۰۰۱   |
| ۱۳۹۲۵۰ | 2001 HJ36   | ۲۹ آوریل ۲۰۰۱   |
| ۱۳۹۲۵۱ | 2001 HU38   | ۲۶ آوریل ۲۰۰۱   |
| ۱۳۹۲۵۲ | 2001 HY38   | ۲۶ آوریل ۲۰۰۱   |
| ۱۳۹۲۵۳ | 2001 HR39   | ۲۶ آوریل ۲۰۰۱   |
| ۱۳۹۲۵۴ | 2001 HG40   | ۳۰ آوریل ۲۰۰۱   |
| ۱۳۹۲۵۵ | 2001 HP44   | ۱۶ آوریل ۲۰۰۱   |
| ۱۳۹۲۵۶ | 2001 HE46   | ۱۷ آوریل ۲۰۰۱   |
| ۱۳۹۲۵۷ | 2001 HV46   | ۱۸ آوریل ۲۰۰۱   |
| ۱۳۹۲۵۸ | 2001 HH47   | ۱۸ آوریل ۲۰۰۱   |
| ۱۳۹۲۵۹ | 2001 HR47   | ۱۸ آوریل ۲۰۰۱   |
| ۱۳۹۲۶۰ | 2001 HL49   | ۲۱ آوریل ۲۰۰۱   |
| ۱۳۹۲۶۱ | 2001 HQ51   | ۲۳ آوریل ۲۰۰۱   |
| ۱۳۹۲۶۲ | 2001 HC52   | ۲۳ آوریل ۲۰۰۱   |
| ۱۳۹۲۶۳ | 2001 HH54   | ۲۴ آوریل ۲۰۰۱   |
| ۱۳۹۲۶۴ | 2001 HN54   | ۲۴ آوریل ۲۰۰۱   |
| ۱۳۹۲۶۵ | 2001 HV54   | ۲۴ آوریل ۲۰۰۱   |
| ۱۳۹۲۶۶ | 2001 HB56   | ۲۴ آوریل ۲۰۰۱   |
| ۱۳۹۲۶۷ | 2001 HV56   | ۲۴ آوریل ۲۰۰۱   |
| ۱۳۹۲۶۸ | 2001 HZ56   | ۲۴ آوریل ۲۰۰۱   |
| ۱۳۹۲۶۹ | 2001 HW59   | ۲۳ آوریل ۲۰۰۱   |
| ۱۳۹۲۷۰ | 2001 HU61   | ۲۴ آوریل ۲۰۰۱   |
| ۱۳۹۲۷۱ | 2001 HM63   | ۲۶ آوریل ۲۰۰۱   |
| ۱۳۹۲۷۲ | 2001 HO63   | ۲۶ آوریل ۲۰۰۱   |
| ۱۳۹۲۷۳ | 2001 HQ63   | ۲۶ آوریل ۲۰۰۱   |
| ۱۳۹۲۷۴ | 2001 HV63   | ۲۶ آوریل ۲۰۰۱   |
| ۱۳۹۲۷۵ | 2001 HR64   | ۲۷ آوریل ۲۰۰۱   |
| ۱۳۹۲۷۶ | 2001 HY64   | ۲۷ آوریل ۲۰۰۱   |
| ۱۳۹۲۷۶ | 2001 JJ     | ۲ مه ۲۰۰۱       |
| ۱۳۹۲۷۸ | 2001 JN2    | ۱۵ مه ۲۰۰۱      |
| ۱۳۹۲۷۹ | 2001 JM4    | ۱۵ مه ۲۰۰۱      |
| ۱۳۹۲۸۰ | 2001 JO5    | ۱۴ مه ۲۰۰۱      |
| ۱۳۹۲۸۱ | 2001 JQ5    | ۱۵ مه ۲۰۰۱      |
| ۱۳۹۲۸۲ | 2001 JT5    | ۱۵ مه ۲۰۰۱      |
| ۱۳۹۲۸۳ | 2001 JZ5    | ۱۱ مه ۲۰۰۱      |
| ۱۳۹۲۸۴ | 2001 JM6    | ۱۴ مه ۲۰۰۱      |
| ۱۳۹۲۸۵ | 2001 JJ7    | ۱۵ مه ۲۰۰۱      |
| ۱۳۹۲۸۶ | 2001 JE8    | ۱۵ مه ۲۰۰۱      |
| ۱۳۹۲۸۷ | 2001 JT8    | ۱۵ مه ۲۰۰۱      |
| ۱۳۹۲۸۸ | 2001 JT10   | ۱۵ مه ۲۰۰۱      |
| ۱۳۹۲۸۹ | 2001 KR1    | ۱۸ مه ۲۰۰۱      |
| ۱۳۹۲۹۰ | 2001 KC2    | ۲۰ مه ۲۰۰۱      |
| ۱۳۹۲۹۱ | 2001 KL3    | ۱۷ مه ۲۰۰۱      |
| ۱۳۹۲۹۲ | 2001 KS3    | ۱۷ مه ۲۰۰۱      |
| ۱۳۹۲۹۳ | 2001 KF4    | ۱۷ مه ۲۰۰۱      |
| ۱۳۹۲۹۴ | 2001 KM5    | ۱۷ مه ۲۰۰۱      |
| ۱۳۹۲۹۵ | 2001 KK6    | ۱۷ مه ۲۰۰۱      |
| ۱۳۹۲۹۶ | 2001 KD7    | ۱۷ مه ۲۰۰۱      |
| ۱۳۹۲۹۷ | 2001 KH8    | ۱۸ مه ۲۰۰۱      |
| ۱۳۹۲۹۸ | 2001 KG12   | ۱۸ مه ۲۰۰۱      |
| ۱۳۹۲۹۹ | 2001 KH12   | ۱۸ مه ۲۰۰۱      |
| ۱۳۹۳۰۰ | 2001 KC13   | ۱۸ مه ۲۰۰۱      |
| ۱۳۹۳۰۱ | 2001 KN14   | ۱۸ مه ۲۰۰۱      |
| ۱۳۹۳۰۲ | 2001 KV14   | ۱۸ مه ۲۰۰۱      |
| ۱۳۹۳۰۳ | 2001 KA15   | ۱۸ مه ۲۰۰۱      |
| ۱۳۹۳۰۴ | 2001 KR17   | ۲۱ مه ۲۰۰۱      |
| ۱۳۹۳۰۵ | 2001 KS17   | ۱۸ مه ۲۰۰۱      |
| ۱۳۹۳۰۶ | 2001 KV17   | ۲۲ مه ۲۰۰۱      |
| ۱۳۹۳۰۷ | 2001 KD19   | ۱۸ مه ۲۰۰۱      |
| ۱۳۹۳۰۸ | 2001 KH20   | ۲۲ مه ۲۰۰۱      |
| ۱۳۹۳۰۹ | 2001 KH22   | ۱۷ مه ۲۰۰۱      |
| ۱۳۹۳۱۰ | 2001 KQ22   | ۱۷ مه ۲۰۰۱      |
| ۱۳۹۳۱۱ | 2001 KJ23   | ۱۷ مه ۲۰۰۱      |
| ۱۳۹۳۱۲ | 2001 KO23   | ۱۷ مه ۲۰۰۱      |
| ۱۳۹۳۱۳ | 2001 KD25   | ۱۷ مه ۲۰۰۱      |
| ۱۳۹۳۱۴ | 2001 KK25   | ۱۷ مه ۲۰۰۱      |
| ۱۳۹۳۱۵ | 2001 KL25   | ۱۷ مه ۲۰۰۱      |
| ۱۳۹۳۱۶ | 2001 KN25   | ۱۷ مه ۲۰۰۱      |
| ۱۳۹۳۱۷ | 2001 KY25   | ۱۷ مه ۲۰۰۱      |
| ۱۳۹۳۱۸ | 2001 KD26   | ۱۷ مه ۲۰۰۱      |
| ۱۳۹۳۱۹ | 2001 KL26   | ۱۷ مه ۲۰۰۱      |
| ۱۳۹۳۲۰ | 2001 KL29   | ۲۱ مه ۲۰۰۱      |
| ۱۳۹۳۲۱ | 2001 KA31   | ۲۱ مه ۲۰۰۱      |
| ۱۳۹۳۲۲ | 2001 KC32   | ۲۳ مه ۲۰۰۱      |
| ۱۳۹۳۲۳ | 2001 KD32   | ۲۳ مه ۲۰۰۱      |
| ۱۳۹۳۲۴ | 2001 KO32   | ۲۴ مه ۲۰۰۱      |
| ۱۳۹۳۲۵ | 2001 KT32   | ۲۴ مه ۲۰۰۱      |
| ۱۳۹۳۲۶ | 2001 KQ34   | ۱۸ مه ۲۰۰۱      |
| ۱۳۹۳۲۷ | 2001 KY35   | ۱۸ مه ۲۰۰۱      |
| ۱۳۹۳۲۸ | 2001 KO36   | ۲۱ مه ۲۰۰۱      |
| ۱۳۹۳۲۹ | 2001 KF37   | ۲۱ مه ۲۰۰۱      |
| ۱۳۹۳۳۰ | 2001 KW38   | ۲۲ مه ۲۰۰۱      |
| ۱۳۹۳۳۱ | 2001 KW44   | ۲۲ مه ۲۰۰۱      |
| ۱۳۹۳۳۲ | 2001 KH46   | ۲۲ مه ۲۰۰۱      |
| ۱۳۹۳۳۳ | 2001 KD47   | ۲۳ مه ۲۰۰۱      |
| ۱۳۹۳۳۴ | 2001 KJ50   | ۲۰ مه ۲۰۰۱      |
| ۱۳۹۳۳۵ | 2001 KJ52   | ۱۷ مه ۲۰۰۱      |
| ۱۳۹۳۳۶ | 2001 KE53   | ۱۸ مه ۲۰۰۱      |
| ۱۳۹۳۳۷ | 2001 KF53   | ۱۸ مه ۲۰۰۱      |
| ۱۳۹۳۳۸ | 2001 KV53   | ۲۰ مه ۲۰۰۱      |
| ۱۳۹۳۳۹ | 2001 KA57   | ۲۳ مه ۲۰۰۱      |
| ۱۳۹۳۴۰ | 2001 KB58   | ۲۶ مه ۲۰۰۱      |
| ۱۳۹۳۴۱ | 2001 KQ58   | ۲۶ مه ۲۰۰۱      |
| ۱۳۹۳۴۲ | 2001 KF60   | ۲۷ مه ۲۰۰۱      |
| ۱۳۹۳۴۳ | 2001 KC62   | ۱۸ مه ۲۰۰۱      |
| ۱۳۹۳۴۴ | 2001 KH66   | ۲۲ مه ۲۰۰۱      |
| ۱۳۹۳۴۵ | 2001 KA67   | ۳۰ مه ۲۰۰۱      |
| ۱۳۹۳۴۶ | 2001 KO70   | ۲۳ مه ۲۰۰۱      |
| ۱۳۹۳۴۷ | 2001 KM71   | ۲۴ مه ۲۰۰۱      |
| ۱۳۹۳۴۸ | 2001 KU73   | ۲۵ مه ۲۰۰۱      |
| ۱۳۹۳۴۹ | 2001 KL74   | ۲۶ مه ۲۰۰۱      |
| ۱۳۹۳۵۰ | 2001 KM75   | ۳۱ مه ۲۰۰۱      |
| ۱۳۹۳۵۱ | 2001 LJ6    | ۱۴ ژوئن ۲۰۰۱    |
| ۱۳۹۳۵۲ | 2001 LY7    | ۱۵ ژوئن ۲۰۰۱    |
| ۱۳۹۳۵۳ | 2001 LW11   | ۱۵ ژوئن ۲۰۰۱    |
| ۱۳۹۳۵۴ | 2001 LD12   | ۱۵ ژوئن ۲۰۰۱    |
| ۱۳۹۳۵۵ | 2001 LA13   | ۱۵ ژوئن ۲۰۰۱    |
| ۱۳۹۳۵۶ | 2001 LL14   | ۱۵ ژوئن ۲۰۰۱    |
| ۱۳۹۳۵۷ | 2001 LY15   | ۱۲ ژوئن ۲۰۰۱    |
| ۱۳۹۳۵۸ | 2001 LJ18   | ۱۳ ژوئن ۲۰۰۱    |
| ۱۳۹۳۵۹ | 2001 ME1    | ۱۶ ژوئن ۲۰۰۱    |
| ۱۳۹۳۶۰ | 2001 MU2    | ۱۶ ژوئن ۲۰۰۱    |
| ۱۳۹۳۶۱ | 2001 MV2    | ۱۶ ژوئن ۲۰۰۱    |
| ۱۳۹۳۶۲ | 2001 MZ4    | ۲۱ ژوئن ۲۰۰۱    |
| ۱۳۹۳۶۳ | 2001 ME8    | ۲۰ ژوئن ۲۰۰۱    |
| ۱۳۹۳۶۴ | 2001 MO8    | ۲۴ ژوئن ۲۰۰۱    |
| ۱۳۹۳۶۵ | 2001 MX8    | ۱۹ ژوئن ۲۰۰۱    |
| ۱۳۹۳۶۶ | 2001 MP10   | ۲۰ ژوئن ۲۰۰۱    |
| ۱۳۹۳۶۷ | 2001 ME12   | ۲۱ ژوئن ۲۰۰۱    |
| ۱۳۹۳۶۸ | 2001 MH12   | ۲۱ ژوئن ۲۰۰۱    |
| ۱۳۹۳۶۹ | 2001 MY13   | ۲۴ ژوئن ۲۰۰۱    |
| ۱۳۹۳۷۰ | 2001 MJ14   | ۲۸ ژوئن ۲۰۰۱    |
| ۱۳۹۳۷۱ | 2001 MH16   | ۲۷ ژوئن ۲۰۰۱    |
| ۱۳۹۳۷۲ | 2001 MD17   | ۲۷ ژوئن ۲۰۰۱    |
| ۱۳۹۳۷۳ | 2001 MA18   | ۲۸ ژوئن ۲۰۰۱    |
| ۱۳۹۳۷۴ | 2001 MW18   | ۲۹ ژوئن ۲۰۰۱    |
| ۱۳۹۳۷۵ | 2001 MY19   | ۲۵ ژوئن ۲۰۰۱    |
| ۱۳۹۳۷۶ | 2001 MN20   | ۲۵ ژوئن ۲۰۰۱    |
| ۱۳۹۳۷۷ | 2001 MW20   | ۲۵ ژوئن ۲۰۰۱    |
| ۱۳۹۳۷۸ | 2001 MH21   | ۲۷ ژوئن ۲۰۰۱    |
| ۱۳۹۳۷۹ | 2001 MZ22   | ۳۰ ژوئن ۲۰۰۱    |
| ۱۳۹۳۸۰ | 2001 MT23   | ۲۷ ژوئن ۲۰۰۱    |
| ۱۳۹۳۸۱ | 2001 MC24   | ۲۷ ژوئن ۲۰۰۱    |
| ۱۳۹۳۸۲ | 2001 MP26   | ۱۹ ژوئن ۲۰۰۱    |
| ۱۳۹۳۸۳ | 2001 MA27   | ۲۰ ژوئن ۲۰۰۱    |
| ۱۳۹۳۸۴ | 2001 MQ27   | ۲۰ ژوئن ۲۰۰۱    |
| ۱۳۹۳۸۵ | 2001 MT28   | ۲۷ ژوئن ۲۰۰۱    |
| ۱۳۹۳۸۶ | 2001 NP1    | ۱۰ ژوئیه ۲۰۰۱   |
| ۱۳۹۳۸۷ | 2001 NH3    | ۱۳ ژوئیه ۲۰۰۱   |
| ۱۳۹۳۸۸ | 2001 NQ4    | ۱۳ ژوئیه ۲۰۰۱   |
| ۱۳۹۳۸۹ | 2001 NQ7    | ۱۳ ژوئیه ۲۰۰۱   |
| ۱۳۹۳۹۰ | 2001 NU7    | ۱۳ ژوئیه ۲۰۰۱   |
| ۱۳۹۳۹۱ | 2001 NF9    | ۱۳ ژوئیه ۲۰۰۱   |
| ۱۳۹۳۹۲ | 2001 NB10   | ۱۴ ژوئیه ۲۰۰۱   |
| ۱۳۹۳۹۳ | 2001 ND11   | ۱۴ ژوئیه ۲۰۰۱   |
| ۱۳۹۳۹۴ | 2001 NU12   | ۱۴ ژوئیه ۲۰۰۱   |
| ۱۳۹۳۹۵ | 2001 NB17   | ۱۴ ژوئیه ۲۰۰۱   |
| ۱۳۹۳۹۶ | 2001 NJ17   | ۱۴ ژوئیه ۲۰۰۱   |
| ۱۳۹۳۹۷ | 2001 NS17   | ۱۴ ژوئیه ۲۰۰۱   |
| ۱۳۹۳۹۸ | 2001 NF18   | ۱۰ ژوئیه ۲۰۰۱   |
| ۱۳۹۳۹۹ | 2001 NH19   | ۱۴ ژوئیه ۲۰۰۱   |
| ۱۳۹۴۰۰ | 2001 NL20   | ۱۳ ژوئیه ۲۰۰۱   |
| ۱۳۹۴۰۱ | 2001 NT20   | ۱۴ ژوئیه ۲۰۰۱   |
| ۱۳۹۴۰۲ | 2001 NF22   | ۱۴ ژوئیه ۲۰۰۱   |
| ۱۳۹۴۰۳ | 2001 OG1    | ۱۸ ژوئیه ۲۰۰۱   |
| ۱۳۹۴۰۴ | 2001 OE2    | ۱۶ ژوئیه ۲۰۰۱   |
| ۱۳۹۴۰۵ | 2001 OG2    | ۱۶ ژوئیه ۲۰۰۱   |
| ۱۳۹۴۰۶ | 2001 OD4    | ۱۸ ژوئیه ۲۰۰۱   |
| ۱۳۹۴۰۷ | 2001 OX9    | ۱۸ ژوئیه ۲۰۰۱   |
| ۱۳۹۴۰۸ | 2001 OU11   | ۱۸ ژوئیه ۲۰۰۱   |
| ۱۳۹۴۰۹ | 2001 OC13   | ۲۱ ژوئیه ۲۰۰۱   |
| ۱۳۹۴۱۰ | 2001 OR14   | ۲۰ ژوئیه ۲۰۰۱   |
| ۱۳۹۴۱۱ | 2001 OD15   | ۱۸ ژوئیه ۲۰۰۱   |
| ۱۳۹۴۱۲ | 2001 OX15   | ۱۸ ژوئیه ۲۰۰۱   |
| ۱۳۹۴۱۳ | 2001 OH16   | ۲۱ ژوئیه ۲۰۰۱   |
| ۱۳۹۴۱۴ | 2001 OR16   | ۲۰ ژوئیه ۲۰۰۱   |
| ۱۳۹۴۱۵ | 2001 OH18   | ۱۷ ژوئیه ۲۰۰۱   |
| ۱۳۹۴۱۶ | 2001 OL18   | ۱۷ ژوئیه ۲۰۰۱   |
| ۱۳۹۴۱۷ | 2001 ON18   | ۱۷ ژوئیه ۲۰۰۱   |
| ۱۳۹۴۱۸ | 2001 OM20   | ۲۱ ژوئیه ۲۰۰۱   |
| ۱۳۹۴۱۹ | 2001 OR20   | ۲۱ ژوئیه ۲۰۰۱   |
| ۱۳۹۴۲۰ | 2001 OF26   | ۱۷ ژوئیه ۲۰۰۱   |
| ۱۳۹۴۲۱ | 2001 OA27   | ۱۸ ژوئیه ۲۰۰۱   |
| ۱۳۹۴۲۲ | 2001 OJ28   | ۱۸ ژوئیه ۲۰۰۱   |
| ۱۳۹۴۲۳ | 2001 OQ32   | ۱۹ ژوئیه ۲۰۰۱   |
| ۱۳۹۴۲۴ | 2001 OU33   | ۱۹ ژوئیه ۲۰۰۱   |
| ۱۳۹۴۲۵ | 2001 OE34   | ۱۹ ژوئیه ۲۰۰۱   |
| ۱۳۹۴۲۶ | 2001 OM34   | ۱۹ ژوئیه ۲۰۰۱   |
| ۱۳۹۴۲۷ | 2001 OW35   | ۲۱ ژوئیه ۲۰۰۱   |
| ۱۳۹۴۲۸ | 2001 OO38   | ۲۰ ژوئیه ۲۰۰۱   |
| ۱۳۹۴۲۹ | 2001 OH40   | ۲۰ ژوئیه ۲۰۰۱   |
| ۱۳۹۴۳۰ | 2001 OA45   | ۱۶ ژوئیه ۲۰۰۱   |
| ۱۳۹۴۳۱ | 2001 OM45   | ۱۶ ژوئیه ۲۰۰۱   |
| ۱۳۹۴۳۲ | 2001 OS45   | ۱۶ ژوئیه ۲۰۰۱   |
| ۱۳۹۴۳۳ | 2001 ON47   | ۱۶ ژوئیه ۲۰۰۱   |
| ۱۳۹۴۳۴ | 2001 OL48   | ۱۶ ژوئیه ۲۰۰۱   |
| ۱۳۹۴۳۵ | 2001 ON51   | ۲۱ ژوئیه ۲۰۰۱   |
| ۱۳۹۴۳۶ | 2001 OT51   | ۲۱ ژوئیه ۲۰۰۱   |
| ۱۳۹۴۳۷ | 2001 ON52   | ۲۱ ژوئیه ۲۰۰۱   |
| ۱۳۹۴۳۸ | 2001 OY52   | ۲۱ ژوئیه ۲۰۰۱   |
| ۱۳۹۴۳۹ | 2001 OK54   | ۲۱ ژوئیه ۲۰۰۱   |
| ۱۳۹۴۴۰ | 2001 OW55   | ۲۲ ژوئیه ۲۰۰۱   |
| ۱۳۹۴۴۱ | 2001 OY56   | ۱۶ ژوئیه ۲۰۰۱   |
| ۱۳۹۴۴۲ | 2001 OQ60   | ۲۱ ژوئیه ۲۰۰۱   |
| ۱۳۹۴۴۳ | 2001 OT60   | ۲۱ ژوئیه ۲۰۰۱   |
| ۱۳۹۴۴۴ | 2001 OY61   | ۲۱ ژوئیه ۲۰۰۱   |
| ۱۳۹۴۴۵ | 2001 OE63   | ۲۶ ژوئیه ۲۰۰۱   |
| ۱۳۹۴۴۶ | 2001 OU63   | ۲۳ ژوئیه ۲۰۰۱   |
| ۱۳۹۴۴۷ | 2001 OD64   | ۲۳ ژوئیه ۲۰۰۱   |
| ۱۳۹۴۴۸ | 2001 OL64   | ۲۴ ژوئیه ۲۰۰۱   |
| ۱۳۹۴۴۹ | 2001 OX64   | ۱۸ ژوئیه ۲۰۰۱   |
| ۱۳۹۴۵۰ | 2001 OC65   | ۲۲ ژوئیه ۲۰۰۱   |
| ۱۳۹۴۵۱ | 2001 OE65   | ۲۲ ژوئیه ۲۰۰۱   |
| ۱۳۹۴۵۲ | 2001 OK66   | ۲۲ ژوئیه ۲۰۰۱   |
| ۱۳۹۴۵۳ | 2001 OT67   | ۱۶ ژوئیه ۲۰۰۱   |
| ۱۳۹۴۵۴ | 2001 OD69   | ۱۸ ژوئیه ۲۰۰۱   |
| ۱۳۹۴۵۵ | 2001 OC71   | ۲۰ ژوئیه ۲۰۰۱   |
| ۱۳۹۴۵۶ | 2001 OT71   | ۲۱ ژوئیه ۲۰۰۱   |
| ۱۳۹۴۵۷ | 2001 OJ74   | ۱۹ ژوئیه ۲۰۰۱   |
| ۱۳۹۴۵۸ | 2001 OT74   | ۲۹ ژوئیه ۲۰۰۱   |
| ۱۳۹۴۵۹ | 2001 OY74   | ۲۹ ژوئیه ۲۰۰۱   |
| ۱۳۹۴۶۰ | 2001 OS78   | ۲۶ ژوئیه ۲۰۰۱   |
| ۱۳۹۴۶۱ | 2001 OC80   | ۲۹ ژوئیه ۲۰۰۱   |
| ۱۳۹۴۶۲ | 2001 OD84   | ۲۲ ژوئیه ۲۰۰۱   |
| ۱۳۹۴۶۳ | 2001 OF85   | ۲۰ ژوئیه ۲۰۰۱   |
| ۱۳۹۴۶۴ | 2001 OH86   | ۲۲ ژوئیه ۲۰۰۱   |
| ۱۳۹۴۶۵ | 2001 OF88   | ۲۱ ژوئیه ۲۰۰۱   |
| ۱۳۹۴۶۶ | 2001 OU88   | ۲۱ ژوئیه ۲۰۰۱   |
| ۱۳۹۴۶۷ | 2001 OT90   | ۲۵ ژوئیه ۲۰۰۱   |
| ۱۳۹۴۶۸ | 2001 OV90   | ۲۵ ژوئیه ۲۰۰۱   |
| ۱۳۹۴۶۹ | 2001 OF91   | ۱۹ ژوئیه ۲۰۰۱   |
| ۱۳۹۴۷۰ | 2001 OK91   | ۳۰ ژوئیه ۲۰۰۱   |
| ۱۳۹۴۷۱ | 2001 OY91   | ۳۱ ژوئیه ۲۰۰۱   |
| ۱۳۹۴۷۲ | 2001 ON96   | ۲۴ ژوئیه ۲۰۰۱   |
| ۱۳۹۴۷۳ | 2001 OK99   | ۲۷ ژوئیه ۲۰۰۱   |
| ۱۳۹۴۷۴ | 2001 OW100  | ۲۷ ژوئیه ۲۰۰۱   |
| ۱۳۹۴۷۵ | 2001 OT102  | ۲۸ ژوئیه ۲۰۰۱   |
| ۱۳۹۴۷۶ | 2001 OC104  | ۳۰ ژوئیه ۲۰۰۱   |
| ۱۳۹۴۷۷ | 2001 OK104  | ۳۰ ژوئیه ۲۰۰۱   |
| ۱۳۹۴۷۸ | 2001 OP104  | ۱۹ ژوئیه ۲۰۰۱   |
| ۱۳۹۴۷۹ | 2001 OW105  | ۲۹ ژوئیه ۲۰۰۱   |
| ۱۳۹۴۸۰ | 2001 PU1    | ۸ اوت ۲۰۰۱      |
| ۱۳۹۴۸۱ | 2001 PB3    | ۳ اوت ۲۰۰۱      |
| ۱۳۹۴۸۲ | 2001 PP7    | ۷ اوت ۲۰۰۱      |
| ۱۳۹۴۸۳ | 2001 PZ8    | ۱۱ اوت ۲۰۰۱     |
| ۱۳۹۴۸۴ | 2001 PZ10   | ۸ اوت ۲۰۰۱      |
| ۱۳۹۴۸۵ | 2001 PT14   | ۱۴ اوت ۲۰۰۱     |
| ۱۳۹۴۸۶ | 2001 PT15   | ۹ اوت ۲۰۰۱      |
| ۱۳۹۴۸۷ | 2001 PA20   | ۱۰ اوت ۲۰۰۱     |
| ۱۳۹۴۸۸ | 2001 PU21   | ۱۰ اوت ۲۰۰۱     |
| ۱۳۹۴۸۹ | 2001 PU23   | ۱۱ اوت ۲۰۰۱     |
| ۱۳۹۴۹۰ | 2001 PY23   | ۱۱ اوت ۲۰۰۱     |
| ۱۳۹۴۹۱ | 2001 PF26   | ۱۱ اوت ۲۰۰۱     |
| ۱۳۹۴۹۲ | 2001 PK26   | ۱۱ اوت ۲۰۰۱     |
| ۱۳۹۴۹۳ | 2001 PL28   | ۱۴ اوت ۲۰۰۱     |
| ۱۳۹۴۹۴ | 2001 PE31   | ۱۰ اوت ۲۰۰۱     |
| ۱۳۹۴۹۵ | 2001 PF31   | ۱۰ اوت ۲۰۰۱     |
| ۱۳۹۴۹۶ | 2001 PJ31   | ۱۰ اوت ۲۰۰۱     |
| ۱۳۹۴۹۷ | 2001 PC34   | ۱۰ اوت ۲۰۰۱     |
| ۱۳۹۴۹۸ | 2001 PJ34   | ۱۰ اوت ۲۰۰۱     |
| ۱۳۹۴۹۹ | 2001 PU35   | ۱۱ اوت ۲۰۰۱     |
| ۱۳۹۵۰۰ | 2001 PO36   | ۱۱ اوت ۲۰۰۱     |
| ۱۳۹۵۰۱ | 2001 PF37   | ۱۱ اوت ۲۰۰۱     |
| ۱۳۹۵۰۲ | 2001 PT37   | ۱۱ اوت ۲۰۰۱     |
| ۱۳۹۵۰۳ | 2001 PB39   | ۱۱ اوت ۲۰۰۱     |
| ۱۳۹۵۰۴ | 2001 PU39   | ۱۱ اوت ۲۰۰۱     |
| ۱۳۹۵۰۵ | 2001 PF40   | ۱۱ اوت ۲۰۰۱     |
| ۱۳۹۵۰۶ | 2001 PM40   | ۱۱ اوت ۲۰۰۱     |
| ۱۳۹۵۰۷ | 2001 PL41   | ۱۱ اوت ۲۰۰۱     |
| ۱۳۹۵۰۸ | 2001 PW42   | ۱۲ اوت ۲۰۰۱     |
| ۱۳۹۵۰۹ | 2001 PC47   | ۱۳ اوت ۲۰۰۱     |
| ۱۳۹۵۱۰ | 2001 PG47   | ۱۴ اوت ۲۰۰۱     |
| ۱۳۹۵۱۱ | 2001 PV48   | ۱۴ اوت ۲۰۰۱     |
| ۱۳۹۵۱۲ | 2001 PY49   | ۱۵ اوت ۲۰۰۱     |
| ۱۳۹۵۱۳ | 2001 PA50   | ۱۵ اوت ۲۰۰۱     |
| ۱۳۹۵۱۴ | 2001 PM50   | ۱۵ اوت ۲۰۰۱     |
| ۱۳۹۵۱۵ | 2001 PD53   | ۱۴ اوت ۲۰۰۱     |
| ۱۳۹۵۱۶ | 2001 PA57   | ۱۴ اوت ۲۰۰۱     |
| ۱۳۹۵۱۷ | 2001 PY57   | ۱۴ اوت ۲۰۰۱     |
| ۱۳۹۵۱۸ | 2001 PJ59   | ۱۴ اوت ۲۰۰۱     |
| ۱۳۹۵۱۹ | 2001 PP60   | ۱۳ اوت ۲۰۰۱     |
| ۱۳۹۵۲۰ | 2001 PM61   | ۱۳ اوت ۲۰۰۱     |
| ۱۳۹۵۲۱ | 2001 PA65   | ۳ اوت ۲۰۰۱      |
| ۱۳۹۵۲۲ | 2001 QX1    | ۱۶ اوت ۲۰۰۱     |
| ۱۳۹۵۲۳ | 2001 QH2    | ۱۷ اوت ۲۰۰۱     |
| ۱۳۹۵۲۴ | 2001 QJ2    | ۱۷ اوت ۲۰۰۱     |
| ۱۳۹۵۲۵ | 2001 QN3    | ۱۶ اوت ۲۰۰۱     |
| ۱۳۹۵۲۶ | 2001 QU4    | ۱۶ اوت ۲۰۰۱     |
| ۱۳۹۵۲۷ | 2001 QM5    | ۱۶ اوت ۲۰۰۱     |
| ۱۳۹۵۲۸ | 2001 QO5    | ۱۶ اوت ۲۰۰۱     |
| ۱۳۹۵۲۹ | 2001 QO9    | ۱۶ اوت ۲۰۰۱     |
| ۱۳۹۵۳۰ | 2001 QF11   | ۱۶ اوت ۲۰۰۱     |
| ۱۳۹۵۳۱ | 2001 QD12   | ۱۶ اوت ۲۰۰۱     |
| ۱۳۹۵۳۲ | 2001 QM12   | ۱۶ اوت ۲۰۰۱     |
| ۱۳۹۵۳۳ | 2001 QW12   | ۱۶ اوت ۲۰۰۱     |
| ۱۳۹۵۳۴ | 2001 QS18   | ۱۶ اوت ۲۰۰۱     |
| ۱۳۹۵۳۵ | 2001 QC21   | ۱۶ اوت ۲۰۰۱     |
| ۱۳۹۵۳۶ | 2001 QY24   | ۱۶ اوت ۲۰۰۱     |
| ۱۳۹۵۳۷ | 2001 QE25   | ۱۶ اوت ۲۰۰۱     |
| ۱۳۹۵۳۸ | 2001 QZ35   | ۱۶ اوت ۲۰۰۱     |
| ۱۳۹۵۳۹ | 2001 QJ36   | ۱۶ اوت ۲۰۰۱     |
| ۱۳۹۵۴۰ | 2001 QY37   | ۱۶ اوت ۲۰۰۱     |
| ۱۳۹۵۴۱ | 2001 QR38   | ۱۶ اوت ۲۰۰۱     |
| ۱۳۹۵۴۲ | 2001 QH40   | ۱۶ اوت ۲۰۰۱     |
| ۱۳۹۵۴۳ | 2001 QL45   | ۱۶ اوت ۲۰۰۱     |
| ۱۳۹۵۴۴ | 2001 QJ46   | ۱۶ اوت ۲۰۰۱     |
| ۱۳۹۵۴۵ | 2001 QZ48   | ۱۶ اوت ۲۰۰۱     |
| ۱۳۹۵۴۶ | 2001 QJ50   | ۱۶ اوت ۲۰۰۱     |
| ۱۳۹۵۴۷ | 2001 QC51   | ۱۶ اوت ۲۰۰۱     |
| ۱۳۹۵۴۸ | 2001 QG55   | ۱۶ اوت ۲۰۰۱     |
| ۱۳۹۵۴۹ | 2001 QJ56   | ۱۶ اوت ۲۰۰۱     |
| ۱۳۹۵۵۰ | 2001 QX56   | ۱۶ اوت ۲۰۰۱     |
| ۱۳۹۵۵۱ | 2001 QF57   | ۱۶ اوت ۲۰۰۱     |
| ۱۳۹۵۵۲ | 2001 QK58   | ۱۶ اوت ۲۰۰۱     |
| ۱۳۹۵۵۳ | 2001 QZ58   | ۱۷ اوت ۲۰۰۱     |
| ۱۳۹۵۵۴ | 2001 QV59   | ۱۸ اوت ۲۰۰۱     |
| ۱۳۹۵۵۵ | 2001 QP67   | ۱۹ اوت ۲۰۰۱     |
| ۱۳۹۵۵۶ | 2001 QT67   | ۱۹ اوت ۲۰۰۱     |
| ۱۳۹۵۵۷ | 2001 QF68   | ۲۰ اوت ۲۰۰۱     |
| ۱۳۹۵۵۸ | 2001 QJ68   | ۲۰ اوت ۲۰۰۱     |
| ۱۳۹۵۵۹ | 2001 QH70   | ۱۷ اوت ۲۰۰۱     |
| ۱۳۹۵۶۰ | 2001 QL71   | ۱۶ اوت ۲۰۰۱     |
| ۱۳۹۵۶۱ | 2001 QF72   | ۲۱ اوت ۲۰۰۱     |
| ۱۳۹۵۶۲ | 2001 QE74   | ۱۶ اوت ۲۰۰۱     |
| ۱۳۹۵۶۳ | 2001 QJ75   | ۱۶ اوت ۲۰۰۱     |
| ۱۳۹۵۶۴ | 2001 QC76   | ۱۶ اوت ۲۰۰۱     |
| ۱۳۹۵۶۵ | 2001 QL77   | ۱۶ اوت ۲۰۰۱     |
| ۱۳۹۵۶۶ | 2001 QR77   | ۱۶ اوت ۲۰۰۱     |
| ۱۳۹۵۶۷ | 2001 QM80   | ۱۶ اوت ۲۰۰۱     |
| ۱۳۹۵۶۸ | 2001 QL81   | ۱۷ اوت ۲۰۰۱     |
| ۱۳۹۵۶۹ | 2001 QU84   | ۱۹ اوت ۲۰۰۱     |
| ۱۳۹۵۷۰ | 2001 QF87   | ۱۷ اوت ۲۰۰۱     |
| ۱۳۹۵۷۱ | 2001 QF88   | ۲۱ اوت ۲۰۰۱     |
| ۱۳۹۵۷۲ | 2001 QE90   | ۱۶ اوت ۲۰۰۱     |
| ۱۳۹۵۷۳ | 2001 QH90   | ۱۸ اوت ۲۰۰۱     |
| ۱۳۹۵۷۴ | 2001 QR90   | ۱۹ اوت ۲۰۰۱     |
| ۱۳۹۵۷۵ | 2001 QW91   | ۱۹ اوت ۲۰۰۱     |
| ۱۳۹۵۷۶ | 2001 QZ91   | ۱۹ اوت ۲۰۰۱     |
| ۱۳۹۵۷۷ | 2001 QP93   | ۲۲ اوت ۲۰۰۱     |
| ۱۳۹۵۷۸ | 2001 QP94   | ۲۳ اوت ۲۰۰۱     |
| ۱۳۹۵۷۹ | 2001 QB96   | ۲۳ اوت ۲۰۰۱     |
| ۱۳۹۵۸۰ | 2001 QZ96   | ۱۷ اوت ۲۰۰۱     |
| ۱۳۹۵۸۱ | 2001 QJ103  | ۱۹ اوت ۲۰۰۱     |
| ۱۳۹۵۸۲ | 2001 QA105  | ۲۲ اوت ۲۰۰۱     |
| ۱۳۹۵۸۳ | 2001 QK105  | ۲۳ اوت ۲۰۰۱     |
| ۱۳۹۵۸۴ | 2001 QX105  | ۱۸ اوت ۲۰۰۱     |
| ۱۳۹۵۸۵ | 2001 QB110  | ۲۱ اوت ۲۰۰۱     |
| ۱۳۹۵۸۶ | 2001 QS110  | ۲۴ اوت ۲۰۰۱     |
| ۱۳۹۵۸۷ | 2001 QO111  | ۲۲ اوت ۲۰۰۱     |
| ۱۳۹۵۸۸ | 2001 QS111  | ۲۲ اوت ۲۰۰۱     |
| ۱۳۹۵۸۹ | 2001 QT111  | ۲۲ اوت ۲۰۰۱     |
| ۱۳۹۵۹۰ | 2001 QJ113  | ۲۵ اوت ۲۰۰۱     |
| ۱۳۹۵۹۱ | 2001 QS113  | ۲۵ اوت ۲۰۰۱     |
| ۱۳۹۵۹۲ | 2001 QK114  | ۱۷ اوت ۲۰۰۱     |
| ۱۳۹۵۹۳ | 2001 QL114  | ۱۷ اوت ۲۰۰۱     |
| ۱۳۹۵۹۴ | 2001 QN114  | ۱۷ اوت ۲۰۰۱     |
| ۱۳۹۵۹۵ | 2001 QN116  | ۱۷ اوت ۲۰۰۱     |
| ۱۳۹۵۹۶ | 2001 QX116  | ۱۷ اوت ۲۰۰۱     |
| ۱۳۹۵۹۷ | 2001 QD118  | ۱۷ اوت ۲۰۰۱     |
| ۱۳۹۵۹۸ | 2001 QT120  | ۱۹ اوت ۲۰۰۱     |
| ۱۳۹۵۹۹ | 2001 QJ122  | ۱۹ اوت ۲۰۰۱     |
| ۱۳۹۶۰۰ | 2001 QL122  | ۱۹ اوت ۲۰۰۱     |
| ۱۳۹۶۰۱ | 2001 QY124  | ۱۹ اوت ۲۰۰۱     |
| ۱۳۹۶۰۲ | 2001 QH125  | ۱۹ اوت ۲۰۰۱     |
| ۱۳۹۶۰۳ | 2001 QR125  | ۱۹ اوت ۲۰۰۱     |
| ۱۳۹۶۰۴ | 2001 QP126  | ۲۰ اوت ۲۰۰۱     |
| ۱۳۹۶۰۵ | 2001 QH127  | ۲۰ اوت ۲۰۰۱     |
| ۱۳۹۶۰۶ | 2001 QJ127  | ۲۰ اوت ۲۰۰۱     |
| ۱۳۹۶۰۷ | 2001 QZ127  | ۲۰ اوت ۲۰۰۱     |
| ۱۳۹۶۰۸ | 2001 QF128  | ۲۰ اوت ۲۰۰۱     |
| ۱۳۹۶۰۹ | 2001 QB129  | ۲۰ اوت ۲۰۰۱     |
| ۱۳۹۶۱۰ | 2001 QX132  | ۲۰ اوت ۲۰۰۱     |
| ۱۳۹۶۱۱ | 2001 QG133  | ۲۱ اوت ۲۰۰۱     |
| ۱۳۹۶۱۲ | 2001 QZ135  | ۲۲ اوت ۲۰۰۱     |
| ۱۳۹۶۱۳ | 2001 QG136  | ۲۲ اوت ۲۰۰۱     |
| ۱۳۹۶۱۴ | 2001 QW136  | ۲۲ اوت ۲۰۰۱     |
| ۱۳۹۶۱۵ | 2001 QX136  | ۲۲ اوت ۲۰۰۱     |
| ۱۳۹۶۱۶ | 2001 QY136  | ۲۲ اوت ۲۰۰۱     |
| ۱۳۹۶۱۷ | 2001 QS137  | ۲۲ اوت ۲۰۰۱     |
| ۱۳۹۶۱۸ | 2001 QW138  | ۲۲ اوت ۲۰۰۱     |
| ۱۳۹۶۱۹ | 2001 QD141  | ۲۳ اوت ۲۰۰۱     |
| ۱۳۹۶۲۰ | 2001 QF141  | ۲۳ اوت ۲۰۰۱     |
| ۱۳۹۶۲۱ | 2001 QO141  | ۲۴ اوت ۲۰۰۱     |
| ۱۳۹۶۲۲ | 2001 QQ142  | ۲۵ اوت ۲۰۰۱     |
| ۱۳۹۶۲۳ | 2001 QR142  | ۲۴ اوت ۲۰۰۱     |
| ۱۳۹۶۲۴ | 2001 QX146  | ۲۰ اوت ۲۰۰۱     |
| ۱۳۹۶۲۵ | 2001 QF149  | ۲۱ اوت ۲۰۰۱     |
| ۱۳۹۶۲۶ | 2001 QF150  | ۲۵ اوت ۲۰۰۱     |
| ۱۳۹۶۲۷ | 2001 QO150  | ۲۲ اوت ۲۰۰۱     |
| ۱۳۹۶۲۸ | 2001 QQ151  | ۲۵ اوت ۲۰۰۱     |
| ۱۳۹۶۲۹ | 2001 QO152  | ۲۶ اوت ۲۰۰۱     |
| ۱۳۹۶۳۰ | 2001 QY155  | ۲۳ اوت ۲۰۰۱     |
| ۱۳۹۶۳۱ | 2001 QP156  | ۲۳ اوت ۲۰۰۱     |
| ۱۳۹۶۳۲ | 2001 QT156  | ۲۳ اوت ۲۰۰۱     |
| ۱۳۹۶۳۳ | 2001 QN157  | ۲۳ اوت ۲۰۰۱     |
| ۱۳۹۶۳۴ | 2001 QQ157  | ۲۳ اوت ۲۰۰۱     |
| ۱۳۹۶۳۵ | 2001 QS157  | ۲۳ اوت ۲۰۰۱     |
| ۱۳۹۶۳۶ | 2001 QH159  | ۲۳ اوت ۲۰۰۱     |
| ۱۳۹۶۳۷ | 2001 QA160  | ۲۳ اوت ۲۰۰۱     |
| ۱۳۹۶۳۸ | 2001 QH160  | ۲۳ اوت ۲۰۰۱     |
| ۱۳۹۶۳۹ | 2001 QZ160  | ۲۳ اوت ۲۰۰۱     |
| ۱۳۹۶۴۰ | 2001 QZ162  | ۲۳ اوت ۲۰۰۱     |
| ۱۳۹۶۴۱ | 2001 QY165  | ۲۴ اوت ۲۰۰۱     |
| ۱۳۹۶۴۲ | 2001 QM166  | ۲۴ اوت ۲۰۰۱     |
| ۱۳۹۶۴۳ | 2001 QL167  | ۲۴ اوت ۲۰۰۱     |
| ۱۳۹۶۴۴ | 2001 QZ168  | ۲۶ اوت ۲۰۰۱     |
| ۱۳۹۶۴۵ | 2001 QC170  | ۲۳ اوت ۲۰۰۱     |
| ۱۳۹۶۴۶ | 2001 QC171  | ۲۴ اوت ۲۰۰۱     |
| ۱۳۹۶۴۷ | 2001 QR171  | ۲۵ اوت ۲۰۰۱     |
| ۱۳۹۶۴۸ | 2001 QA172  | ۲۵ اوت ۲۰۰۱     |
| ۱۳۹۶۴۹ | 2001 QT174  | ۲۷ اوت ۲۰۰۱     |
| ۱۳۹۶۵۰ | 2001 QF176  | ۲۳ اوت ۲۰۰۱     |
| ۱۳۹۶۵۱ | 2001 QM176  | ۲۳ اوت ۲۰۰۱     |
| ۱۳۹۶۵۲ | 2001 QT176  | ۲۶ اوت ۲۰۰۱     |
| ۱۳۹۶۵۳ | 2001 QE177  | ۲۶ اوت ۲۰۰۱     |
| ۱۳۹۶۵۴ | 2001 QP177  | ۲۵ اوت ۲۰۰۱     |
| ۱۳۹۶۵۵ | 2001 QD183  | ۲۲ اوت ۲۰۰۱     |
| ۱۳۹۶۵۶ | 2001 QW183  | ۲۱ اوت ۲۰۰۱     |
| ۱۳۹۶۵۷ | 2001 QC184  | ۲۱ اوت ۲۰۰۱     |
| ۱۳۹۶۵۸ | 2001 QY184  | ۲۱ اوت ۲۰۰۱     |
| ۱۳۹۶۵۹ | 2001 QZ184  | ۲۱ اوت ۲۰۰۱     |
| ۱۳۹۶۶۰ | 2001 QA185  | ۲۱ اوت ۲۰۰۱     |
| ۱۳۹۶۶۱ | 2001 QK186  | ۲۱ اوت ۲۰۰۱     |
| ۱۳۹۶۶۲ | 2001 QL187  | ۲۱ اوت ۲۰۰۱     |
| ۱۳۹۶۶۳ | 2001 QX187  | ۲۱ اوت ۲۰۰۱     |
| ۱۳۹۶۶۴ | 2001 QE189  | ۲۲ اوت ۲۰۰۱     |
| ۱۳۹۶۶۵ | 2001 QX190  | ۲۲ اوت ۲۰۰۱     |
| ۱۳۹۶۶۶ | 2001 QG192  | ۲۲ اوت ۲۰۰۱     |
| ۱۳۹۶۶۷ | 2001 QZ193  | ۲۲ اوت ۲۰۰۱     |
| ۱۳۹۶۶۸ | 2001 QB194  | ۲۲ اوت ۲۰۰۱     |
| ۱۳۹۶۶۹ | 2001 QJ194  | ۲۲ اوت ۲۰۰۱     |
| ۱۳۹۶۷۰ | 2001 QH196  | ۲۲ اوت ۲۰۰۱     |
| ۱۳۹۶۷۱ | 2001 QN200  | ۲۲ اوت ۲۰۰۱     |
| ۱۳۹۶۷۲ | 2001 QD201  | ۲۲ اوت ۲۰۰۱     |
| ۱۳۹۶۷۳ | 2001 QS202  | ۲۳ اوت ۲۰۰۱     |
| ۱۳۹۶۷۴ | 2001 QD203  | ۲۳ اوت ۲۰۰۱     |
| ۱۳۹۶۷۵ | 2001 QS203  | ۲۳ اوت ۲۰۰۱     |
| ۱۳۹۶۷۶ | 2001 QQ204  | ۲۳ اوت ۲۰۰۱     |
| ۱۳۹۶۷۷ | 2001 QB205  | ۲۳ اوت ۲۰۰۱     |
| ۱۳۹۶۷۸ | 2001 QG205  | ۲۳ اوت ۲۰۰۱     |
| ۱۳۹۶۷۹ | 2001 QA206  | ۲۳ اوت ۲۰۰۱     |
| ۱۳۹۶۸۰ | 2001 QE206  | ۲۳ اوت ۲۰۰۱     |
| ۱۳۹۶۸۱ | 2001 QR206  | ۲۳ اوت ۲۰۰۱     |
| ۱۳۹۶۸۲ | 2001 QM207  | ۲۳ اوت ۲۰۰۱     |
| ۱۳۹۶۸۳ | 2001 QG208  | ۲۳ اوت ۲۰۰۱     |
| ۱۳۹۶۸۴ | 2001 QV208  | ۲۳ اوت ۲۰۰۱     |
| ۱۳۹۶۸۵ | 2001 QN210  | ۲۳ اوت ۲۰۰۱     |
| ۱۳۹۶۸۶ | 2001 QW210  | ۲۳ اوت ۲۰۰۱     |
| ۱۳۹۶۸۷ | 2001 QY210  | ۲۳ اوت ۲۰۰۱     |
| ۱۳۹۶۸۸ | 2001 QT212  | ۲۳ اوت ۲۰۰۱     |
| ۱۳۹۶۸۹ | 2001 QG213  | ۲۳ اوت ۲۰۰۱     |
| ۱۳۹۶۹۰ | 2001 QN214  | ۲۳ اوت ۲۰۰۱     |
| ۱۳۹۶۹۱ | 2001 QT214  | ۲۳ اوت ۲۰۰۱     |
| ۱۳۹۶۹۲ | 2001 QU214  | ۲۳ اوت ۲۰۰۱     |
| ۱۳۹۶۹۳ | 2001 QG215  | ۲۳ اوت ۲۰۰۱     |
| ۱۳۹۶۹۴ | 2001 QJ218  | ۲۳ اوت ۲۰۰۱     |
| ۱۳۹۶۹۵ | 2001 QY218  | ۲۳ اوت ۲۰۰۱     |
| ۱۳۹۶۹۶ | 2001 QN220  | ۲۳ اوت ۲۰۰۱     |
| ۱۳۹۶۹۷ | 2001 QY222  | ۲۴ اوت ۲۰۰۱     |
| ۱۳۹۶۹۸ | 2001 QB223  | ۲۴ اوت ۲۰۰۱     |
| ۱۳۹۶۹۹ | 2001 QR223  | ۲۴ اوت ۲۰۰۱     |
| ۱۳۹۷۰۰ | 2001 QX225  | ۲۴ اوت ۲۰۰۱     |
| ۱۳۹۷۰۱ | 2001 QH226  | ۲۴ اوت ۲۰۰۱     |
| ۱۳۹۷۰۲ | 2001 QN226  | ۲۴ اوت ۲۰۰۱     |
| ۱۳۹۷۰۳ | 2001 QC227  | ۲۴ اوت ۲۰۰۱     |
| ۱۳۹۷۰۴ | 2001 QK227  | ۲۴ اوت ۲۰۰۱     |
| ۱۳۹۷۰۵ | 2001 QF228  | ۲۴ اوت ۲۰۰۱     |
| ۱۳۹۷۰۶ | 2001 QT228  | ۲۴ اوت ۲۰۰۱     |
| ۱۳۹۷۰۷ | 2001 QD229  | ۲۴ اوت ۲۰۰۱     |
| ۱۳۹۷۰۸ | 2001 QX230  | ۲۴ اوت ۲۰۰۱     |
| ۱۳۹۷۰۹ | 2001 QT231  | ۲۴ اوت ۲۰۰۱     |
| ۱۳۹۷۱۰ | 2001 QU232  | ۲۴ اوت ۲۰۰۱     |
| ۱۳۹۷۱۱ | 2001 QO233  | ۲۴ اوت ۲۰۰۱     |
| ۱۳۹۷۱۲ | 2001 QB234  | ۲۴ اوت ۲۰۰۱     |
| ۱۳۹۷۱۳ | 2001 QH235  | ۲۴ اوت ۲۰۰۱     |
| ۱۳۹۷۱۴ | 2001 QQ237  | ۲۴ اوت ۲۰۰۱     |
| ۱۳۹۷۱۵ | 2001 QF238  | ۲۴ اوت ۲۰۰۱     |
| ۱۳۹۷۱۶ | 2001 QF240  | ۲۴ اوت ۲۰۰۱     |
| ۱۳۹۷۱۷ | 2001 QS240  | ۲۴ اوت ۲۰۰۱     |
| ۱۳۹۷۱۸ | 2001 QW240  | ۲۴ اوت ۲۰۰۱     |
| ۱۳۹۷۱۹ | 2001 QH241  | ۲۴ اوت ۲۰۰۱     |
| ۱۳۹۷۲۰ | 2001 QM241  | ۲۴ اوت ۲۰۰۱     |
| ۱۳۹۷۲۱ | 2001 QA243  | ۲۴ اوت ۲۰۰۱     |
| ۱۳۹۷۲۲ | 2001 QU244  | ۲۴ اوت ۲۰۰۱     |
| ۱۳۹۷۲۳ | 2001 QB246  | ۲۴ اوت ۲۰۰۱     |
| ۱۳۹۷۲۴ | 2001 QW246  | ۲۴ اوت ۲۰۰۱     |
| ۱۳۹۷۲۵ | 2001 QE249  | ۲۴ اوت ۲۰۰۱     |
| ۱۳۹۷۲۶ | 2001 QB250  | ۲۴ اوت ۲۰۰۱     |
| ۱۳۹۷۲۷ | 2001 QD250  | ۲۴ اوت ۲۰۰۱     |
| ۱۳۹۷۲۸ | 2001 QE250  | ۲۴ اوت ۲۰۰۱     |
| ۱۳۹۷۲۹ | 2001 QJ250  | ۲۴ اوت ۲۰۰۱     |
| ۱۳۹۷۳۰ | 2001 QY251  | ۲۵ اوت ۲۰۰۱     |
| ۱۳۹۷۳۱ | 2001 QP254  | ۲۵ اوت ۲۰۰۱     |
| ۱۳۹۷۳۲ | 2001 QQ256  | ۲۵ اوت ۲۰۰۱     |
| ۱۳۹۷۳۳ | 2001 QG257  | ۲۵ اوت ۲۰۰۱     |
| ۱۳۹۷۳۴ | 2001 QM258  | ۲۵ اوت ۲۰۰۱     |
| ۱۳۹۷۳۵ | 2001 QK259  | ۲۵ اوت ۲۰۰۱     |
| ۱۳۹۷۳۶ | 2001 QO259  | ۲۵ اوت ۲۰۰۱     |
| ۱۳۹۷۳۷ | 2001 QU260  | ۲۵ اوت ۲۰۰۱     |
| ۱۳۹۷۳۸ | 2001 QJ261  | ۲۵ اوت ۲۰۰۱     |
| ۱۳۹۷۳۹ | 2001 QW262  | ۲۵ اوت ۲۰۰۱     |
| ۱۳۹۷۴۰ | 2001 QB265  | ۲۶ اوت ۲۰۰۱     |
| ۱۳۹۷۴۱ | 2001 QA266  | ۲۰ اوت ۲۰۰۱     |
| ۱۳۹۷۴۲ | 2001 QJ266  | ۲۰ اوت ۲۰۰۱     |
| ۱۳۹۷۴۳ | 2001 QS266  | ۲۰ اوت ۲۰۰۱     |
| ۱۳۹۷۴۴ | 2001 QQ268  | ۲۰ اوت ۲۰۰۱     |
| ۱۳۹۷۴۵ | 2001 QL271  | ۱۹ اوت ۲۰۰۱     |
| ۱۳۹۷۴۶ | 2001 QK273  | ۱۹ اوت ۲۰۰۱     |
| ۱۳۹۷۴۷ | 2001 QZ273  | ۱۹ اوت ۲۰۰۱     |
| ۱۳۹۷۴۸ | 2001 QQ274  | ۱۹ اوت ۲۰۰۱     |
| ۱۳۹۷۴۹ | 2001 QW274  | ۱۹ اوت ۲۰۰۱     |
| ۱۳۹۷۵۰ | 2001 QZ276  | ۱۹ اوت ۲۰۰۱     |
| ۱۳۹۷۵۱ | 2001 QC279  | ۱۹ اوت ۲۰۰۱     |
| ۱۳۹۷۵۲ | 2001 QU279  | ۱۹ اوت ۲۰۰۱     |
| ۱۳۹۷۵۳ | 2001 QQ280  | ۱۹ اوت ۲۰۰۱     |
| ۱۳۹۷۵۴ | 2001 QC281  | ۱۹ اوت ۲۰۰۱     |
| ۱۳۹۷۵۵ | 2001 QF281  | ۱۹ اوت ۲۰۰۱     |
| ۱۳۹۷۵۶ | 2001 QE282  | ۱۹ اوت ۲۰۰۱     |
| ۱۳۹۷۵۷ | 2001 QF283  | ۱۸ اوت ۲۰۰۱     |
| ۱۳۹۷۵۸ | 2001 QR283  | ۱۸ اوت ۲۰۰۱     |
| ۱۳۹۷۵۹ | 2001 QN284  | ۱۸ اوت ۲۰۰۱     |
| ۱۳۹۷۶۰ | 2001 QW285  | ۲۳ اوت ۲۰۰۱     |
| ۱۳۹۷۶۱ | 2001 QA286  | ۲۸ اوت ۲۰۰۱     |
| ۱۳۹۷۶۲ | 2001 QM287  | ۱۷ اوت ۲۰۰۱     |
| ۱۳۹۷۶۳ | 2001 QT287  | ۱۷ اوت ۲۰۰۱     |
| ۱۳۹۷۶۴ | 2001 QU287  | ۱۷ اوت ۲۰۰۱     |
| ۱۳۹۷۶۵ | 2001 QN288  | ۱۷ اوت ۲۰۰۱     |
| ۱۳۹۷۶۶ | 2001 QB290  | ۱۶ اوت ۲۰۰۱     |
| ۱۳۹۷۶۷ | 2001 QF290  | ۳۱ اوت ۲۰۰۱     |
| ۱۳۹۷۶۸ | 2001 QW291  | ۱۶ اوت ۲۰۰۱     |
| ۱۳۹۷۶۹ | 2001 QG292  | ۱۶ اوت ۲۰۰۱     |
| ۱۳۹۷۷۰ | 2001 QV293  | ۲۲ اوت ۲۰۰۱     |
| ۱۳۹۷۷۱ | 2001 QB294  | ۲۴ اوت ۲۰۰۱     |
| ۱۳۹۷۷۲ | 2001 QZ294  | ۲۴ اوت ۲۰۰۱     |
| ۱۳۹۷۷۳ | 2001 QQ296  | ۲۴ اوت ۲۰۰۱     |
| ۱۳۹۷۷۴ | 2001 QJ297  | ۲۴ اوت ۲۰۰۱     |
| ۱۳۹۷۷۵ | 2001 QG298  | ۱۹ اوت ۲۰۰۱     |
| ۱۳۹۷۷۶ | 2001 QS309  | ۱۹ اوت ۲۰۰۱     |
| ۱۳۹۷۷۷ | 2001 QS317  | ۲۰ اوت ۲۰۰۱     |
| ۱۳۹۷۷۸ | 2001 QZ327  | ۲۰ اوت ۲۰۰۱     |
| ۱۳۹۷۷۹ | 2001 QR328  | ۲۹ اوت ۲۰۰۱     |
| ۱۳۹۷۸۰ | 2001 QA329  | ۱۶ اوت ۲۰۰۱     |
| ۱۳۹۷۸۱ | 2001 QG329  | ۱۹ اوت ۲۰۰۱     |
| ۱۳۹۷۸۲ | 2001 QR329  | ۲۳ اوت ۲۰۰۱     |
| ۱۳۹۷۸۳ | 2001 QW330  | ۲۷ اوت ۲۰۰۱     |
| ۱۳۹۷۸۳ | 2001 RW     | ۸ سپتامبر ۲۰۰۱  |
| ۱۳۹۷۸۵ | 2001 RL3    | ۸ سپتامبر ۲۰۰۱  |
| ۱۳۹۷۸۶ | 2001 RU3    | ۷ سپتامبر ۲۰۰۱  |
| ۱۳۹۷۸۷ | 2001 RY3    | ۷ سپتامبر ۲۰۰۱  |
| ۱۳۹۷۸۸ | 2001 RA4    | ۸ سپتامبر ۲۰۰۱  |
| ۱۳۹۷۸۹ | 2001 RK5    | ۸ سپتامبر ۲۰۰۱  |
| ۱۳۹۷۹۰ | 2001 RH6    | ۱۰ سپتامبر ۲۰۰۱ |
| ۱۳۹۷۹۱ | 2001 RR6    | ۱۰ سپتامبر ۲۰۰۱ |
| ۱۳۹۷۹۲ | 2001 RU7    | ۸ سپتامبر ۲۰۰۱  |
| ۱۳۹۷۹۳ | 2001 RX7    | ۸ سپتامبر ۲۰۰۱  |
| ۱۳۹۷۹۴ | 2001 RJ8    | ۸ سپتامبر ۲۰۰۱  |
| ۱۳۹۷۹۵ | 2001 RL8    | ۸ سپتامبر ۲۰۰۱  |
| ۱۳۹۷۹۶ | 2001 RN8    | ۸ سپتامبر ۲۰۰۱  |
| ۱۳۹۷۹۷ | 2001 RL10   | ۱۰ سپتامبر ۲۰۰۱ |
| ۱۳۹۷۹۸ | 2001 RO10   | ۱۰ سپتامبر ۲۰۰۱ |
| ۱۳۹۷۹۹ | 2001 RL11   | ۱۰ سپتامبر ۲۰۰۱ |
| ۱۳۹۸۰۰ | 2001 RV12   | ۸ سپتامبر ۲۰۰۱  |
| ۱۳۹۸۰۱ | 2001 RL14   | ۱۰ سپتامبر ۲۰۰۱ |
| ۱۳۹۸۰۲ | 2001 RD15   | ۱۰ سپتامبر ۲۰۰۱ |
| ۱۳۹۸۰۳ | 2001 RP15   | ۷ سپتامبر ۲۰۰۱  |
| ۱۳۹۸۰۴ | 2001 RH16   | ۱۰ سپتامبر ۲۰۰۱ |
| ۱۳۹۸۰۵ | 2001 RT16   | ۱۱ سپتامبر ۲۰۰۱ |
| ۱۳۹۸۰۶ | 2001 RB17   | ۱۱ سپتامبر ۲۰۰۱ |
| ۱۳۹۸۰۷ | 2001 RJ17   | ۱۱ سپتامبر ۲۰۰۱ |
| ۱۳۹۸۰۸ | 2001 RP18   | ۷ سپتامبر ۲۰۰۱  |
| ۱۳۹۸۰۹ | 2001 RC20   | ۷ سپتامبر ۲۰۰۱  |
| ۱۳۹۸۱۰ | 2001 RH21   | ۷ سپتامبر ۲۰۰۱  |
| ۱۳۹۸۱۱ | 2001 RP23   | ۷ سپتامبر ۲۰۰۱  |
| ۱۳۹۸۱۲ | 2001 RO24   | ۷ سپتامبر ۲۰۰۱  |
| ۱۳۹۸۱۳ | 2001 RR24   | ۷ سپتامبر ۲۰۰۱  |
| ۱۳۹۸۱۴ | 2001 RS24   | ۷ سپتامبر ۲۰۰۱  |
| ۱۳۹۸۱۵ | 2001 RV24   | ۷ سپتامبر ۲۰۰۱  |
| ۱۳۹۸۱۶ | 2001 RY24   | ۷ سپتامبر ۲۰۰۱  |
| ۱۳۹۸۱۷ | 2001 RK25   | ۷ سپتامبر ۲۰۰۱  |
| ۱۳۹۸۱۸ | 2001 RN26   | ۷ سپتامبر ۲۰۰۱  |
| ۱۳۹۸۱۹ | 2001 RG27   | ۷ سپتامبر ۲۰۰۱  |
| ۱۳۹۸۲۰ | 2001 RD28   | ۷ سپتامبر ۲۰۰۱  |
| ۱۳۹۸۲۱ | 2001 RM28   | ۷ سپتامبر ۲۰۰۱  |
| ۱۳۹۸۲۲ | 2001 RY28   | ۷ سپتامبر ۲۰۰۱  |
| ۱۳۹۸۲۳ | 2001 RA29   | ۷ سپتامبر ۲۰۰۱  |
| ۱۳۹۸۲۴ | 2001 RP30   | ۷ سپتامبر ۲۰۰۱  |
| ۱۳۹۸۲۵ | 2001 RQ31   | ۸ سپتامبر ۲۰۰۱  |
| ۱۳۹۸۲۶ | 2001 RJ32   | ۸ سپتامبر ۲۰۰۱  |
| ۱۳۹۸۲۷ | 2001 RV32   | ۸ سپتامبر ۲۰۰۱  |
| ۱۳۹۸۲۸ | 2001 RR33   | ۸ سپتامبر ۲۰۰۱  |
| ۱۳۹۸۲۹ | 2001 RG34   | ۸ سپتامبر ۲۰۰۱  |
| ۱۳۹۸۳۰ | 2001 RZ34   | ۸ سپتامبر ۲۰۰۱  |
| ۱۳۹۸۳۱ | 2001 RH35   | ۸ سپتامبر ۲۰۰۱  |
| ۱۳۹۸۳۲ | 2001 RL35   | ۸ سپتامبر ۲۰۰۱  |
| ۱۳۹۸۳۳ | 2001 RT35   | ۸ سپتامبر ۲۰۰۱  |
| ۱۳۹۸۳۴ | 2001 RD37   | ۸ سپتامبر ۲۰۰۱  |
| ۱۳۹۸۳۵ | 2001 RJ37   | ۸ سپتامبر ۲۰۰۱  |
| ۱۳۹۸۳۶ | 2001 RP38   | ۸ سپتامبر ۲۰۰۱  |
| ۱۳۹۸۳۷ | 2001 RH39   | ۱۰ سپتامبر ۲۰۰۱ |
| ۱۳۹۸۳۸ | 2001 RR39   | ۱۰ سپتامبر ۲۰۰۱ |
| ۱۳۹۸۳۹ | 2001 RO41   | ۱۱ سپتامبر ۲۰۰۱ |
| ۱۳۹۸۴۰ | 2001 RD43   | ۹ سپتامبر ۲۰۰۱  |
| ۱۳۹۸۴۱ | 2001 RG43   | ۱۱ سپتامبر ۲۰۰۱ |
| ۱۳۹۸۴۲ | 2001 RV43   | ۱۰ سپتامبر ۲۰۰۱ |
| ۱۳۹۸۴۳ | 2001 RH44   | ۱۲ سپتامبر ۲۰۰۱ |
| ۱۳۹۸۴۴ | 2001 RF48   | ۱۱ سپتامبر ۲۰۰۱ |
| ۱۳۹۸۴۵ | 2001 RR50   | ۱۱ سپتامبر ۲۰۰۱ |
| ۱۳۹۸۴۶ | 2001 RC51   | ۱۱ سپتامبر ۲۰۰۱ |
| ۱۳۹۸۴۷ | 2001 RN53   | ۱۲ سپتامبر ۲۰۰۱ |
| ۱۳۹۸۴۸ | 2001 RH54   | ۱۲ سپتامبر ۲۰۰۱ |
| ۱۳۹۸۴۹ | 2001 RM54   | ۱۲ سپتامبر ۲۰۰۱ |
| ۱۳۹۸۵۰ | 2001 RX55   | ۱۲ سپتامبر ۲۰۰۱ |
| ۱۳۹۸۵۱ | 2001 RC57   | ۱۲ سپتامبر ۲۰۰۱ |
| ۱۳۹۸۵۲ | 2001 RD57   | ۱۲ سپتامبر ۲۰۰۱ |
| ۱۳۹۸۵۳ | 2001 RQ58   | ۱۲ سپتامبر ۲۰۰۱ |
| ۱۳۹۸۵۴ | 2001 RP59   | ۱۲ سپتامبر ۲۰۰۱ |
| ۱۳۹۸۵۵ | 2001 RK60   | ۱۲ سپتامبر ۲۰۰۱ |
| ۱۳۹۸۵۶ | 2001 RM60   | ۱۲ سپتامبر ۲۰۰۱ |
| ۱۳۹۸۵۷ | 2001 RP61   | ۱۲ سپتامبر ۲۰۰۱ |
| ۱۳۹۸۵۸ | 2001 RW61   | ۱۲ سپتامبر ۲۰۰۱ |
| ۱۳۹۸۵۹ | 2001 RR64   | ۱۰ سپتامبر ۲۰۰۱ |
| ۱۳۹۸۶۰ | 2001 RC65   | ۱۰ سپتامبر ۲۰۰۱ |
| ۱۳۹۸۶۱ | 2001 RP65   | ۱۰ سپتامبر ۲۰۰۱ |
| ۱۳۹۸۶۲ | 2001 RQ65   | ۱۰ سپتامبر ۲۰۰۱ |
| ۱۳۹۸۶۳ | 2001 RJ66   | ۱۰ سپتامبر ۲۰۰۱ |
| ۱۳۹۸۶۴ | 2001 RW66   | ۱۰ سپتامبر ۲۰۰۱ |
| ۱۳۹۸۶۵ | 2001 RN67   | ۱۰ سپتامبر ۲۰۰۱ |
| ۱۳۹۸۶۶ | 2001 RU67   | ۱۰ سپتامبر ۲۰۰۱ |
| ۱۳۹۸۶۷ | 2001 RB68   | ۱۰ سپتامبر ۲۰۰۱ |
| ۱۳۹۸۶۸ | 2001 RX69   | ۱۰ سپتامبر ۲۰۰۱ |
| ۱۳۹۸۶۹ | 2001 RE70   | ۱۰ سپتامبر ۲۰۰۱ |
| ۱۳۹۸۷۰ | 2001 RP73   | ۱۰ سپتامبر ۲۰۰۱ |
| ۱۳۹۸۷۱ | 2001 RM74   | ۱۰ سپتامبر ۲۰۰۱ |
| ۱۳۹۸۷۲ | 2001 RL77   | ۱۰ سپتامبر ۲۰۰۱ |
| ۱۳۹۸۷۳ | 2001 RD78   | ۱۰ سپتامبر ۲۰۰۱ |
| ۱۳۹۸۷۴ | 2001 RO78   | ۱۰ سپتامبر ۲۰۰۱ |
| ۱۳۹۸۷۵ | 2001 RQ82   | ۱۱ سپتامبر ۲۰۰۱ |
| ۱۳۹۸۷۶ | 2001 RV82   | ۱۱ سپتامبر ۲۰۰۱ |
| ۱۳۹۸۷۷ | 2001 RO83   | ۱۱ سپتامبر ۲۰۰۱ |
| ۱۳۹۸۷۸ | 2001 RT84   | ۱۱ سپتامبر ۲۰۰۱ |
| ۱۳۹۸۷۹ | 2001 RK85   | ۱۱ سپتامبر ۲۰۰۱ |
| ۱۳۹۸۸۰ | 2001 RL85   | ۱۱ سپتامبر ۲۰۰۱ |
| ۱۳۹۸۸۱ | 2001 RX85   | ۱۱ سپتامبر ۲۰۰۱ |
| ۱۳۹۸۸۲ | 2001 RB86   | ۱۱ سپتامبر ۲۰۰۱ |
| ۱۳۹۸۸۳ | 2001 RO86   | ۱۱ سپتامبر ۲۰۰۱ |
| ۱۳۹۸۸۴ | 2001 RB87   | ۱۱ سپتامبر ۲۰۰۱ |
| ۱۳۹۸۸۵ | 2001 RE87   | ۱۱ سپتامبر ۲۰۰۱ |
| ۱۳۹۸۸۶ | 2001 RG88   | ۱۱ سپتامبر ۲۰۰۱ |
| ۱۳۹۸۸۷ | 2001 RS88   | ۱۱ سپتامبر ۲۰۰۱ |
| ۱۳۹۸۸۸ | 2001 RC89   | ۱۱ سپتامبر ۲۰۰۱ |
| ۱۳۹۸۸۹ | 2001 RM91   | ۱۱ سپتامبر ۲۰۰۱ |
| ۱۳۹۸۹۰ | 2001 RU91   | ۱۱ سپتامبر ۲۰۰۱ |
| ۱۳۹۸۹۱ | 2001 RT92   | ۱۱ سپتامبر ۲۰۰۱ |
| ۱۳۹۸۹۲ | 2001 RK93   | ۱۱ سپتامبر ۲۰۰۱ |
| ۱۳۹۸۹۳ | 2001 RT93   | ۱۱ سپتامبر ۲۰۰۱ |
| ۱۳۹۸۹۴ | 2001 RS94   | ۱۱ سپتامبر ۲۰۰۱ |
| ۱۳۹۸۹۵ | 2001 RX94   | ۱۱ سپتامبر ۲۰۰۱ |
| ۱۳۹۸۹۶ | 2001 RA95   | ۱۱ سپتامبر ۲۰۰۱ |
| ۱۳۹۸۹۷ | 2001 RK95   | ۱۲ سپتامبر ۲۰۰۱ |
| ۱۳۹۸۹۸ | 2001 RN95   | ۱۲ سپتامبر ۲۰۰۱ |
| ۱۳۹۸۹۹ | 2001 RS95   | ۱۱ سپتامبر ۲۰۰۱ |
| ۱۳۹۹۰۰ | 2001 RP98   | ۱۲ سپتامبر ۲۰۰۱ |
| ۱۳۹۹۰۱ | 2001 RE99   | ۱۲ سپتامبر ۲۰۰۱ |
| ۱۳۹۹۰۲ | 2001 RH100  | ۱۲ سپتامبر ۲۰۰۱ |
| ۱۳۹۹۰۳ | 2001 RS100  | ۱۲ سپتامبر ۲۰۰۱ |
| ۱۳۹۹۰۴ | 2001 RV102  | ۱۲ سپتامبر ۲۰۰۱ |
| ۱۳۹۹۰۵ | 2001 RA104  | ۱۲ سپتامبر ۲۰۰۱ |
| ۱۳۹۹۰۶ | 2001 RZ104  | ۱۲ سپتامبر ۲۰۰۱ |
| ۱۳۹۹۰۷ | 2001 RR105  | ۱۲ سپتامبر ۲۰۰۱ |
| ۱۳۹۹۰۸ | 2001 RD107  | ۱۲ سپتامبر ۲۰۰۱ |
| ۱۳۹۹۰۹ | 2001 RH107  | ۱۲ سپتامبر ۲۰۰۱ |
| ۱۳۹۹۱۰ | 2001 RJ108  | ۱۲ سپتامبر ۲۰۰۱ |
| ۱۳۹۹۱۱ | 2001 RU108  | ۱۲ سپتامبر ۲۰۰۱ |
| ۱۳۹۹۱۲ | 2001 RW108  | ۱۲ سپتامبر ۲۰۰۱ |
| ۱۳۹۹۱۳ | 2001 RB109  | ۱۲ سپتامبر ۲۰۰۱ |
| ۱۳۹۹۱۴ | 2001 RV110  | ۱۲ سپتامبر ۲۰۰۱ |
| ۱۳۹۹۱۵ | 2001 RO117  | ۱۲ سپتامبر ۲۰۰۱ |
| ۱۳۹۹۱۶ | 2001 RB118  | ۱۲ سپتامبر ۲۰۰۱ |
| ۱۳۹۹۱۷ | 2001 RM118  | ۱۲ سپتامبر ۲۰۰۱ |
| ۱۳۹۹۱۸ | 2001 RU120  | ۱۲ سپتامبر ۲۰۰۱ |
| ۱۳۹۹۱۹ | 2001 RF121  | ۱۲ سپتامبر ۲۰۰۱ |
| ۱۳۹۹۲۰ | 2001 RQ122  | ۱۲ سپتامبر ۲۰۰۱ |
| ۱۳۹۹۲۱ | 2001 RR123  | ۱۲ سپتامبر ۲۰۰۱ |
| ۱۳۹۹۲۲ | 2001 RV123  | ۱۲ سپتامبر ۲۰۰۱ |
| ۱۳۹۹۲۳ | 2001 RX124  | ۱۲ سپتامبر ۲۰۰۱ |
| ۱۳۹۹۲۴ | 2001 RQ125  | ۱۲ سپتامبر ۲۰۰۱ |
| ۱۳۹۹۲۵ | 2001 RV126  | ۱۲ سپتامبر ۲۰۰۱ |
| ۱۳۹۹۲۶ | 2001 RO128  | ۱۲ سپتامبر ۲۰۰۱ |
| ۱۳۹۹۲۷ | 2001 RC129  | ۱۲ سپتامبر ۲۰۰۱ |
| ۱۳۹۹۲۸ | 2001 RL129  | ۱۲ سپتامبر ۲۰۰۱ |
| ۱۳۹۹۲۹ | 2001 RA130  | ۱۲ سپتامبر ۲۰۰۱ |
| ۱۳۹۹۳۰ | 2001 RB131  | ۱۲ سپتامبر ۲۰۰۱ |
| ۱۳۹۹۳۱ | 2001 RL131  | ۱۲ سپتامبر ۲۰۰۱ |
| ۱۳۹۹۳۲ | 2001 RT131  | ۱۲ سپتامبر ۲۰۰۱ |
| ۱۳۹۹۳۳ | 2001 RH132  | ۱۲ سپتامبر ۲۰۰۱ |
| ۱۳۹۹۳۴ | 2001 RT132  | ۱۲ سپتامبر ۲۰۰۱ |
| ۱۳۹۹۳۵ | 2001 RW133  | ۱۲ سپتامبر ۲۰۰۱ |
| ۱۳۹۹۳۶ | 2001 RX133  | ۱۲ سپتامبر ۲۰۰۱ |
| ۱۳۹۹۳۷ | 2001 RO134  | ۱۲ سپتامبر ۲۰۰۱ |
| ۱۳۹۹۳۸ | 2001 RQ134  | ۱۲ سپتامبر ۲۰۰۱ |
| ۱۳۹۹۳۹ | 2001 RX134  | ۱۲ سپتامبر ۲۰۰۱ |
| ۱۳۹۹۴۰ | 2001 RR135  | ۱۲ سپتامبر ۲۰۰۱ |
| ۱۳۹۹۴۱ | 2001 RM136  | ۱۲ سپتامبر ۲۰۰۱ |
| ۱۳۹۹۴۲ | 2001 RN136  | ۱۲ سپتامبر ۲۰۰۱ |
| ۱۳۹۹۴۳ | 2001 RQ136  | ۱۲ سپتامبر ۲۰۰۱ |
| ۱۳۹۹۴۴ | 2001 RZ136  | ۱۲ سپتامبر ۲۰۰۱ |
| ۱۳۹۹۴۵ | 2001 RG137  | ۱۲ سپتامبر ۲۰۰۱ |
| ۱۳۹۹۴۶ | 2001 RR138  | ۱۲ سپتامبر ۲۰۰۱ |
| ۱۳۹۹۴۷ | 2001 RT139  | ۱۲ سپتامبر ۲۰۰۱ |
| ۱۳۹۹۴۸ | 2001 RU140  | ۱۲ سپتامبر ۲۰۰۱ |
| ۱۳۹۹۴۹ | 2001 RL141  | ۱۲ سپتامبر ۲۰۰۱ |
| ۱۳۹۹۵۰ | 2001 RP141  | ۱۲ سپتامبر ۲۰۰۱ |
| ۱۳۹۹۵۱ | 2001 RA142  | ۸ سپتامبر ۲۰۰۱  |
| ۱۳۹۹۵۲ | 2001 RS142  | ۱۱ سپتامبر ۲۰۰۱ |
| ۱۳۹۹۵۳ | 2001 RF145  | ۷ سپتامبر ۲۰۰۱  |
| ۱۳۹۹۵۴ | 2001 RW145  | ۸ سپتامبر ۲۰۰۱  |
| ۱۳۹۹۵۵ | 2001 RY147  | ۱۰ سپتامبر ۲۰۰۱ |
| ۱۳۹۹۵۶ | 2001 RD152  | ۱۱ سپتامبر ۲۰۰۱ |
| ۱۳۹۹۵۷ | 2001 RG153  | ۱۲ سپتامبر ۲۰۰۱ |
| ۱۳۹۹۵۸ | 2001 RL153  | ۱۲ سپتامبر ۲۰۰۱ |
| ۱۳۹۹۵۹ | 2001 RT153  | ۱۴ سپتامبر ۲۰۰۱ |
| ۱۳۹۹۶۰ | 2001 RR154  | ۱۱ سپتامبر ۲۰۰۱ |
| ۱۳۹۹۶۱ | 2001 SR3    | ۱۶ سپتامبر ۲۰۰۱ |
| ۱۳۹۹۶۲ | 2001 SG4    | ۱۷ سپتامبر ۲۰۰۱ |
| ۱۳۹۹۶۳ | 2001 SD6    | ۱۸ سپتامبر ۲۰۰۱ |
| ۱۳۹۹۶۴ | 2001 SH7    | ۱۸ سپتامبر ۲۰۰۱ |
| ۱۳۹۹۶۵ | 2001 SN10   | ۱۶ سپتامبر ۲۰۰۱ |
| ۱۳۹۹۶۶ | 2001 SQ11   | ۱۶ سپتامبر ۲۰۰۱ |
| ۱۳۹۹۶۷ | 2001 SF12   | ۱۶ سپتامبر ۲۰۰۱ |
| ۱۳۹۹۶۸ | 2001 SQ12   | ۱۶ سپتامبر ۲۰۰۱ |
| ۱۳۹۹۶۹ | 2001 SB13   | ۱۶ سپتامبر ۲۰۰۱ |
| ۱۳۹۹۷۰ | 2001 SM13   | ۱۶ سپتامبر ۲۰۰۱ |
| ۱۳۹۹۷۱ | 2001 SM14   | ۱۶ سپتامبر ۲۰۰۱ |
| ۱۳۹۹۷۲ | 2001 SQ15   | ۱۶ سپتامبر ۲۰۰۱ |
| ۱۳۹۹۷۳ | 2001 SR15   | ۱۶ سپتامبر ۲۰۰۱ |
| ۱۳۹۹۷۴ | 2001 SU16   | ۱۶ سپتامبر ۲۰۰۱ |
| ۱۳۹۹۷۵ | 2001 SH18   | ۱۶ سپتامبر ۲۰۰۱ |
| ۱۳۹۹۷۶ | 2001 SX18   | ۱۶ سپتامبر ۲۰۰۱ |
| ۱۳۹۹۷۷ | 2001 SP19   | ۱۶ سپتامبر ۲۰۰۱ |
| ۱۳۹۹۷۸ | 2001 SO20   | ۱۶ سپتامبر ۲۰۰۱ |
| ۱۳۹۹۷۹ | 2001 SH23   | ۱۶ سپتامبر ۲۰۰۱ |
| ۱۳۹۹۸۰ | 2001 SS23   | ۱۶ سپتامبر ۲۰۰۱ |
| ۱۳۹۹۸۱ | 2001 ST25   | ۱۶ سپتامبر ۲۰۰۱ |
| ۱۳۹۹۸۲ | 2001 SM26   | ۱۶ سپتامبر ۲۰۰۱ |
| ۱۳۹۹۸۳ | 2001 SA28   | ۱۶ سپتامبر ۲۰۰۱ |
| ۱۳۹۹۸۴ | 2001 SQ28   | ۱۶ سپتامبر ۲۰۰۱ |
| ۱۳۹۹۸۵ | 2001 SS29   | ۱۶ سپتامبر ۲۰۰۱ |
| ۱۳۹۹۸۶ | 2001 SE31   | ۱۶ سپتامبر ۲۰۰۱ |
| ۱۳۹۹۸۷ | 2001 SJ32   | ۱۶ سپتامبر ۲۰۰۱ |
| ۱۳۹۹۸۸ | 2001 SR32   | ۱۶ سپتامبر ۲۰۰۱ |
| ۱۳۹۹۸۹ | 2001 SJ33   | ۱۶ سپتامبر ۲۰۰۱ |
| ۱۳۹۹۹۰ | 2001 SS33   | ۱۶ سپتامبر ۲۰۰۱ |
| ۱۳۹۹۹۱ | 2001 SU35   | ۱۶ سپتامبر ۲۰۰۱ |
| ۱۳۹۹۹۲ | 2001 SD36   | ۱۶ سپتامبر ۲۰۰۱ |
| ۱۳۹۹۹۳ | 2001 SN36   | ۱۶ سپتامبر ۲۰۰۱ |
| ۱۳۹۹۹۴ | 2001 SQ36   | ۱۶ سپتامبر ۲۰۰۱ |
| ۱۳۹۹۹۵ | 2001 ST36   | ۱۶ سپتامبر ۲۰۰۱ |
| ۱۳۹۹۹۶ | 2001 SC37   | ۱۶ سپتامبر ۲۰۰۱ |
| ۱۳۹۹۹۷ | 2001 SO38   | ۱۶ سپتامبر ۲۰۰۱ |
| ۱۳۹۹۹۸ | 2001 SK39   | ۱۶ سپتامبر ۲۰۰۱ |
| ۱۳۹۹۹۹ | 2001 SY40   | ۱۶ سپتامبر ۲۰۰۱ |
| ۱۴۰۰۰۰ | 2001 SN41   | ۱۶ سپتامبر ۲۰۰۱ |